# Grand port maritime du Havre
Pour les articles homonymes, voir Havre.
Ne doit pas être confondu avec Port du Havre-Antifer.
Le port du Havre est un port de commerce situé au Havre, en Seine-Maritime, donnant sur la Manche.
S'étendant désormais sur plusieurs communes plus à l'est, il a été créé en 1517 sur l'ordre de François Ier et à la demande d'une élite normande (principalement de Rouen et de Caen). La construction de ce port est à l'origine de la fondation de la ville du Havre.
Placé au nord de l'embouchure de la Seine, à l'extrémité occidentale de la façade maritime du Nord de l'Europe appelée « rangée nord-européenne » (ou par l'anglicisme Northern range), et relié de manière efficace à un arrière-pays dense (Rouen et Paris), il compte parmi les premiers ports européens. Il est spécialisé dans les conteneurs ; c'est aussi un port de plaisance et de pêche sur la Manche.
En outre, Le Havre est le fondateur de l'Association Internationale Ville & Port qui regroupe désormais une centaine de ports sur les cinq continents. Le port est également membre-fondateur du Port Center havrais.
Au 1er juin 2021, le « grand port maritime du Havre » est devenu HAROPA Port, résultant de sa fusion avec les ports de Rouen et de Paris. C'est un établissement public placé sous la tutelle du ministère de la Transition écologique et de la Cohésion des territoires, plus particulièrement de la direction générale des infrastructures, des transports et des mobilités.
Le port accueille également la filière « éolienne en mer ». De décembre 2020 à septembre 2022, le chantier de construction des 71 fondations gravitaires du futur parc éolien en mer de Fécamp. Il accueille également l'usine de production de pâles et de nacelles Siemens Gamesa.

## Géographie

### Une situation favorable, un pays intérieur riche et peuplé
Le port du Havre est un port du nord-ouest de la France, dans la région Normandie. Il est aménagé sur la rive nord de l'estuaire de la Seine sur la Manche. Sa situation est favorable pour une raison : il se trouve sur la mer la plus fréquentée du globe. Le port du Havre est le premier et le dernier port de la Rangée nord-européenne, la façade la plus importante d'Europe qui concentre un quart de tous les échanges maritimes mondiaux ont amélioré l'accessibilité de l'agglomération et du port : l'autoroute A131 (E05) relie Le Havre à l'A13 (autoroute de Normandie) par le pont de Tancarville. Le port du Havre se trouve à une heure de Rouen et une heure trente de l'Île-de-France. Plus récemment, l'autoroute A29 - E44, autoroute des estuaires) relie l'agglomération havraise au nord de la France et aboutit au Pont de Normandie, ce qui met Amiens (au nord-est) à deux heures de route et Caen (au sud-ouest) à une heure. Cependant, seuls 4 % des conteneurs qui sont redistribués vers la France intérieure le sont par voie ferroviaire, 5 % par voie fluviale et 86 % par la route.

### Description du port du Havre
La circonscription portuaire du Havre mesure  25 km d'est en ouest, et 6 km maximum du nord au sud.
D'une superficie de 10 000 hectares, son territoire s'étale de la digue sud (49° 29′ 04″ N, 0° 05′ 22″ E) au pied du pont de Tancarville (49° 16′ 56″ N, 0° 16′ 30″ E). Le sud de l'estuaire est du ressort du port de Rouen. La Zone Industrialo-Portuaire en amont est accessible par bateau par la Seine, le canal du Havre à Tancarville et par le Grand Canal du Havre. Elle s'étend sur huit communes : Le Havre, Gonfreville L'Orcher, Rogerville, Oudalle, Sandouville, Saint-Vigor-d'Ymonville, La Cerlangue et Tancarville.

## Histoire

### Les origines du port (1517 - 1550)
Dès 1516, une certaine partie de l'élite normande estime que la Normandie a besoin d'un nouveau port en raison de l'envasement des ports d'Harfleur et de Honfleur.
À Paris, la création d'un nouveau port militaire est souhaitée. Fin 1516, François Ier reçoit le rapport qu'il avait demandé aux notables de la Marine, qui détermine les endroits les plus propices pour « établir par deçà en son duché de Normandie une ville et un port de mer ».

Le 7 février 1517, à Paris, François Ier adresse la lettre suivante à Bonnivet, amiral de France, : «  ... comme pour tenir en seureté les navires et vaissaulx de nous et de noz subjects navigans sur la mer Océane, ayons fait sercher en la coste de Normandie et pays de Caux lieu seur et convenable et nous ayt esté rapporté par vous et notables personnaiges en ce experimentez et entenduz que le lieu de Grace soit la plus propre et le plus aisé de lad. coste et pays de Caux, à faire havre auquel lesd. navires et vaissaulx puissent aisement arriver et seurement sejourner, et faire faire led. havre en la forme qu'il appartient... vous avons pour ces causes et autres consideracions à ce nous mouvans, commis, ordonné et députté, commectons, et donnons et députons commissaire général pour la construction dud. havre et fortification nécessaire pour la seureté d'icelluy par ces présentes...  ». La mer océane est l'ancien nom donné à l'Océan Atlantique. Christophe Colomb était Amiral de la Mer Océane. D'où l'idée de François Ier d'envoyer ses vaisseaux explorer le Nouveau Monde, ce qu'il fit en 1523 en commissionnant Verrazano découvreur de la côte Est des actuels États-Unis et du site qui deviendra New York.[réf. souhaitée]

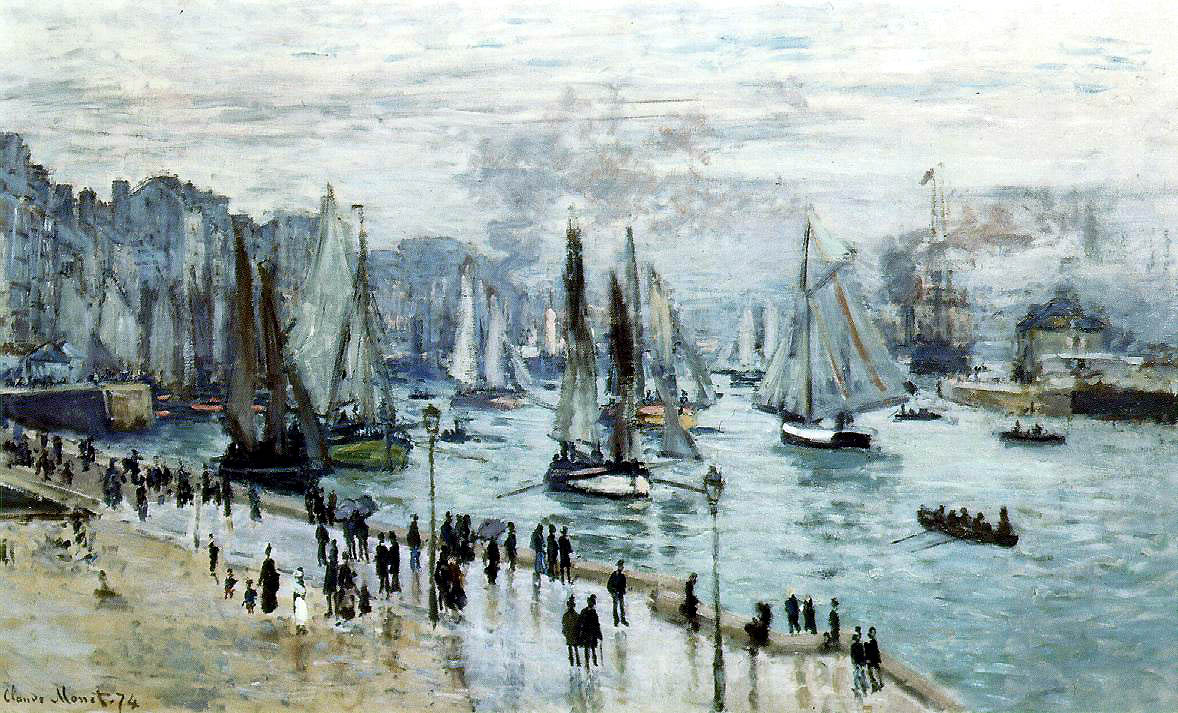
Peinture de Claude Monet : Bateaux de pêche quittant Le Havre

Le 12 février 1517, Bonnivet chargea Guyon Le Roy de cette mission, en reprenant les termes mêmes de la lettre du roi. Le 22 février 1517, Guyon demande à M. de Blosseville, capitaine des côtes de Normandie, d'appeler les maîtres maçons et autres ouvriers de Normandie à l'adjudication des travaux à Harfleur.
Les travaux comprenaient :
- La construction de jetées et de deux tours pour protéger le futur Bassin du Roy.
- La construction d'un dock.
- Le creusement d'un canal vers le port d'Harfleur.

Les travaux débutèrent en avril 1517. La 1re partie des travaux se termine en 1532. Le canal, lui, fut creusé seulement dans les années 1600.

### Un port en évolution

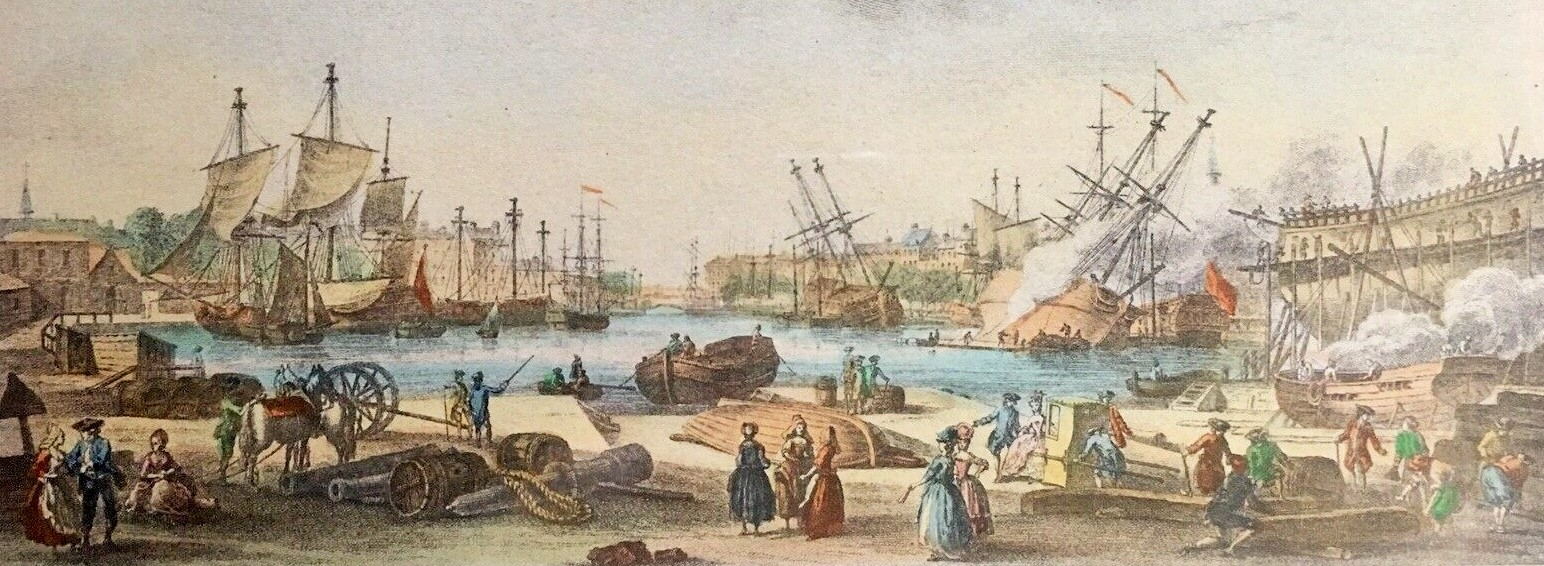
Le bassin du Havre en 1776, par Nicolas Ozanne.

Plan du port du Havre en 1786.

Fondé en 1517 par le roi de France François Ier, à la fois comme forteresse à l'entrée de la Seine, port de pêche et port de commerce afin d'établir des relations commerciales avec le Nouveau Monde récemment révélé aux Européens, le port du Havre est situé au cœur de la façade maritime entre la Manche et la Mer du Nord, à l'entrée de l'estuaire de la Seine, sur la rive droite. C'est, à l'origine, un port d'échouage dont la localisation a été choisie pour ses qualités nautiques exceptionnelles connues de tous les marins, en raison de la tenue de l'étale de pleine mer près de trois heures durant[réf. souhaitée]. L'annuaire des marées indique que les marées hautes durent 3 heures, de 2 heures avant à 1 heure après la pleine mer.
Grâce à cette position maritime privilégiée, Le Havre hérite, dès sa mise en service, des flux de trafic des ports environnants, victimes de leurs faibles profondeurs et de l'invasion des alluvions. C'est notamment au Havre que s'effectue désormais le transbordement des cargaisons destinées à l'approvisionnement des régions intérieures sur les précieuses allèges fluviales remontant jusqu'à Paris. Ensuite, la vocation commerciale du port du Havre prend véritablement son essor au cours du XVIIIe siècle avec le développement des importations coloniales de sucre, de café, de coton et d'épices et la pratique du commerce triangulaire par les négociants havrais.

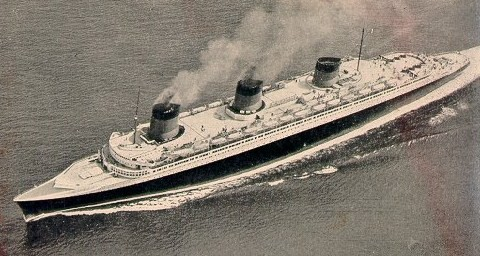
Le paquebot Normandie, symbole de l'âge d'or transatlantique.

Principal port morutier normand au XVIIe siècle, second port négrier français au XVIIIe siècle, le port du Havre, totalement livré au commerce après la fermeture définitive de l'arsenal en 1824, bénéficie alors de l'extraordinaire période d'expansion – qui fait suite au marasme des guerres de l'empire napoléonien – marquée par l'apparition de la navigation à vapeur. Grâce à l'achèvement en 1847 de la liaison ferroviaire Paris-Le Havre, le transport des passagers au long cours, qui avait commencé aussitôt après la proclamation de l'indépendance des États-Unis[réf. souhaitée], devient l'activité prépondérante et, pendant plus d'un siècle, l'histoire du port du Havre se confond avec celle des grands paquebots de ligne et des gares ferroviaires maritimes situées sur les quais.

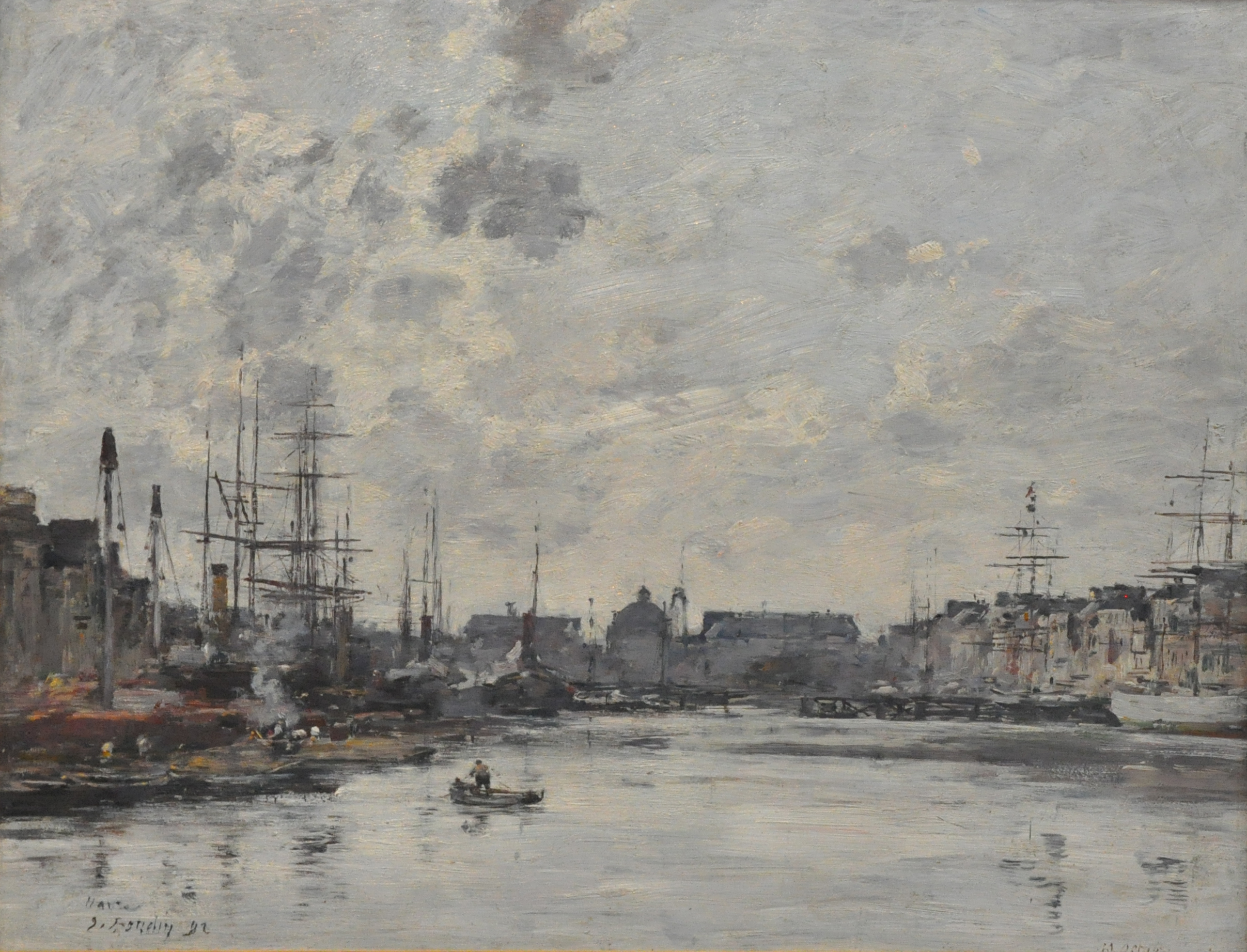
Le bassin du commerce du port du Havre, par Eugène Boudin (1892).

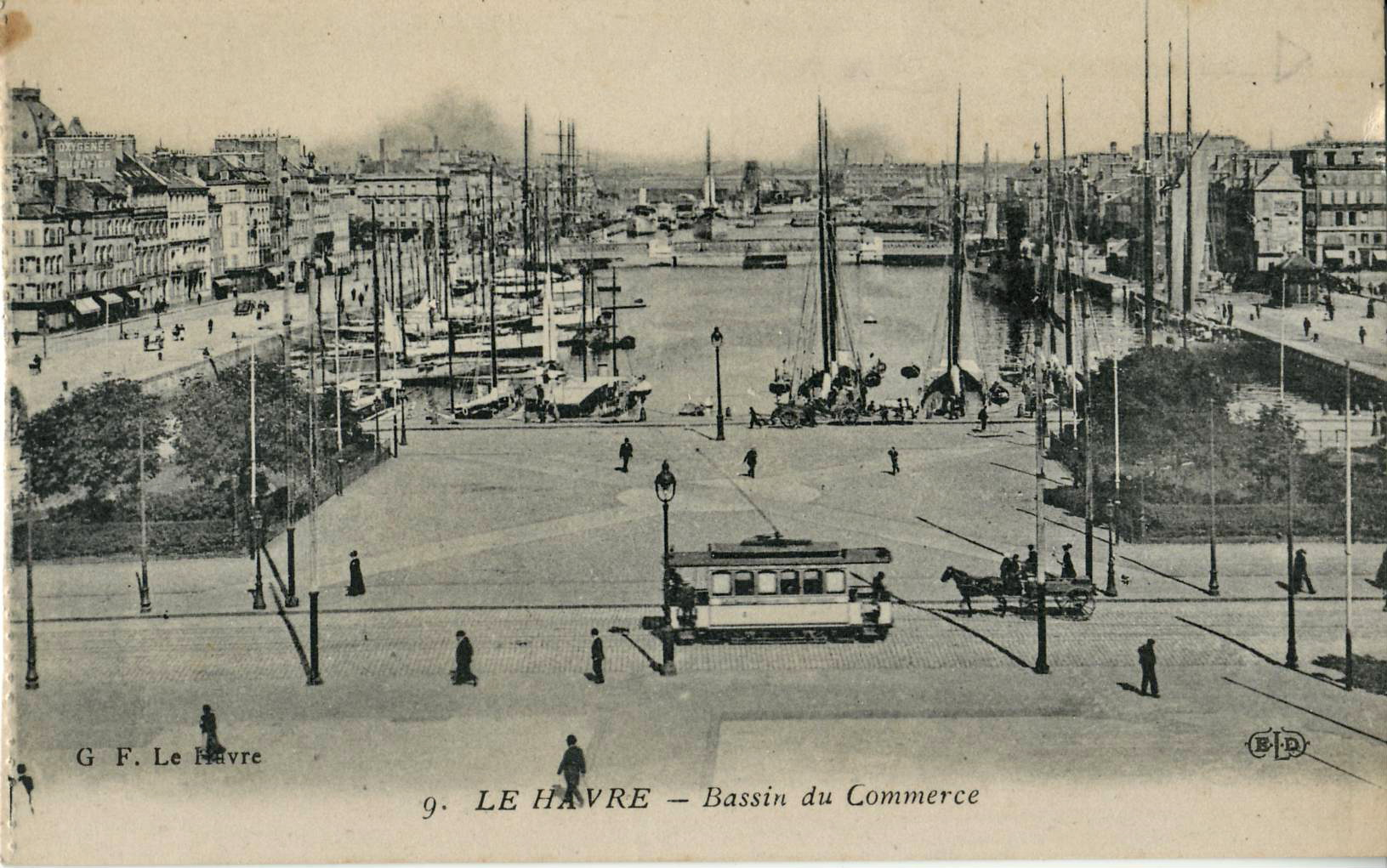
Le Bassin du Commerce au début du XX, avec une rame de l'ancien tramway du Havre sur le quai.

L'évolution du trafic transatlantique qui se caractérise par la course au gigantisme des navires et par l'accroissement de leur tirant d'eau exige d'importantes profondeurs, de même que la suppression des servitudes imposées par le passage des écluses des anciens bassins. C'est la raison pour laquelle les travaux entrepris dès le début du XXe siècle sont essentiellement consacrés à l'amélioration des accès nautiques, à l'aménagement d'une nouvelle entrée de port et à la création d'un bassin de marée permettant l'accostage des grands navires. Ainsi, quand le paquebot Normandie de la Compagnie Générale Transatlantique effectue son escale inaugurale au Havre en 1935, la largeur de l'entrée du port a été portée à 250 mètres et la passe est draguée à la cote (- 11.00). Entre-temps, le régime de l'Autonomie est institué au port du Havre. En effet, le 1er janvier 1925, l'établissement public devient un port autonome et se voit confier la gestion des services portuaires, auparavant assurée par l'État pour les infrastructures et par la Chambre de Commerce pour l'outillage.

### La Seconde Guerre mondiale et la Reconstruction (1945 - 1965)
À l'issue de la Seconde Guerre mondiale, le port du Havre n'est plus qu'un amas de ruines encombré de plus de 350 épaves : vingt années seront nécessaires pour la reconstitution de l'outil portuaire. La reconstruction est décidée sur la base du plan-masse de 1939, avec deux modifications : la rive Sud du bassin Bellot est devenue un quai d'un seul alignement, de même que la partie à l'ouest du quai Joannès-Couvert (partie du futur quai Pierre-Callet). Six caissons en béton armé de type Phénix (identiques à ceux du port artificiel d'Arromanches) sont utilisés pour reconstruire les ouvrages. Vers 1965, la reconstruction est achevée avec le quai de Pondichéry (futur Jean-Reinhart).

### La renaissance (1965 - 1985)
Le schéma d'extension, élaboré par la suite, a pour objectif de favoriser le développement industriel du port du Havre, son adaptation aux nouvelles techniques de manutention et à l'augmentation de la capacité des grands pétroliers, les hydrocarbures étant devenus - en tonnage - la principale composante du trafic portuaire.
En 1965, le port du Havre – l'un des six ports autonomes de France (i.e. Bordeaux, Dunkerque, Le Havre, Marseille, Nantes – Saint-Nazaire et Rouen) – voit son rôle et ses compétences définies par la loi du 29 juin 1965. Le statut de port autonome lui avait été attribué  le 1er janvier 1925, et fut conservé lors de la deuxième loi d’autonomie en 1965.

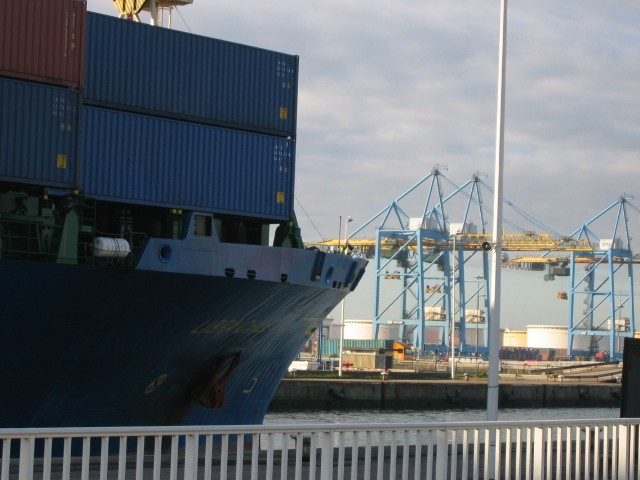
Un porte-conteneur dans l'écluse François Ier.

Parmi les réalisations essentielles du Port du Havre au cours des quarante dernières années du XXe siècle, citons : 
- l'extension vers l'Est du bassin de marée à partir de 1968 et ouverture du premier terminal à conteneurs cette année-là (terminal de l'Atlantique, quai de l'Atlantique, utilisés par les armateurs OOCL, Evergreen, MSC, P&O Nedlloyd et CMA-CGM) ;
- l'approfondissement du chenal d'accès dragué à la cote −15,50 mètres en octobre 1970 ;
- en 1971, ouverture du second terminal à conteneurs, terminal de l'Europe (quai de l'Europe), et mise en service, en décembre de cette même année, de l'écluse François Ier (la plus profonde au monde (48 mètres) et en accord avec les mensurations du canal de Panama), offrant un accès à la zone industrielle aux navires de 250 000 tonnes,
- ouverture en 1977 de deux nouveaux terminaux à conteneurs (Atlantique-Europe, qui rallonge vers le fond du port le terminal de l'Atlantique avec le quai des Amériques, utilisé par les armateurs OOCL, Evergreen, MSC, P&O Nedlloyd et CMA-CGM ; et terminal de l'Océan (quai Bougainville), aujourd'hui utilisé par l'armateur MSC, parfois P&O Nedlloyd dans des cas exceptionnels),
- ouverture à Saint-Jouin-Bruneval, au nord du Havre, du terminal d'Antifer accessible aux plus grands pétroliers en 1976,
- Celle du centre minéralier en 1978, permettant le déchargement et stockage de charbon sur un parc privé réservé à la centrale thermique EDF, ainsi qu'un parc public, dont les terrils sont redistribués dans le pays.
- Puis celle du Centre Multivrac en 1985, près de l'actuel viaduc d'accès gratuit au Pont de Normandie, sur la rive sud du canal de Tancarville, pour les trafics de charbon industriel et d'aliments pour animaux.

### Les années 1990: la révolution du conteneur
À ces importants travaux s'ajoute enfin, à partir de 1990, l'aménagement d'un quatrième terminal à conteneurs, le terminal de Normandie. Il comprend le quai de l'Asie et le quai d'Osaka, est doté comme les trois autres terminaux de portiques de manutention de grande taille, et est dragué de telle sorte qu'il peut recevoir les grands porte-conteneurs Post-Panamax. L'armateur Maersk l'utilise essentiellement, ainsi que MSC pour ses porte-conteneurs trop grands pour passer l'écluse François Ier et rejoindre le terminal de l'Océan. La CIM s.n.c. (Compagnie Industrielle Maritime), propriétaire et exploitant des 118 cuves de pétrole présentes sur la digue sud, fait également partie du terminal de Normandie, et l'utilise pour recevoir les pétroliers.

### Depuis les années 2000: réforme portuaire et fusion des ports maritimes de l'Axe-Seine
C'est en 2008 que la loi de réforme portuaire a été promulguée. Ses objectifs étaient d'adapter les ports français aux directives européennes (ouverture à la concurrence), de créer une nouvelle gouvernance (nouveau statut de Grand Port Maritime) et d'imposer une chaîne de commandement unique dans la manutention dont les installations doivent être privatisées. Au Havre, la loi est devenue réellement effective en juillet 2010.
En 2012, la création du groupement d’intérêt économique HAROPA rassemble les ports du Havre, de Rouen et de Paris.

Le 1er juin 2021, le Grand port maritime du Havre fusionne avec les ports de Rouen et de Paris et devient HAROPA Port, le Grand port fluvio-maritime de l’axe Seine, conformément aux dispositions de l'ordonnance no 2021-604 du 19 mai 2021.

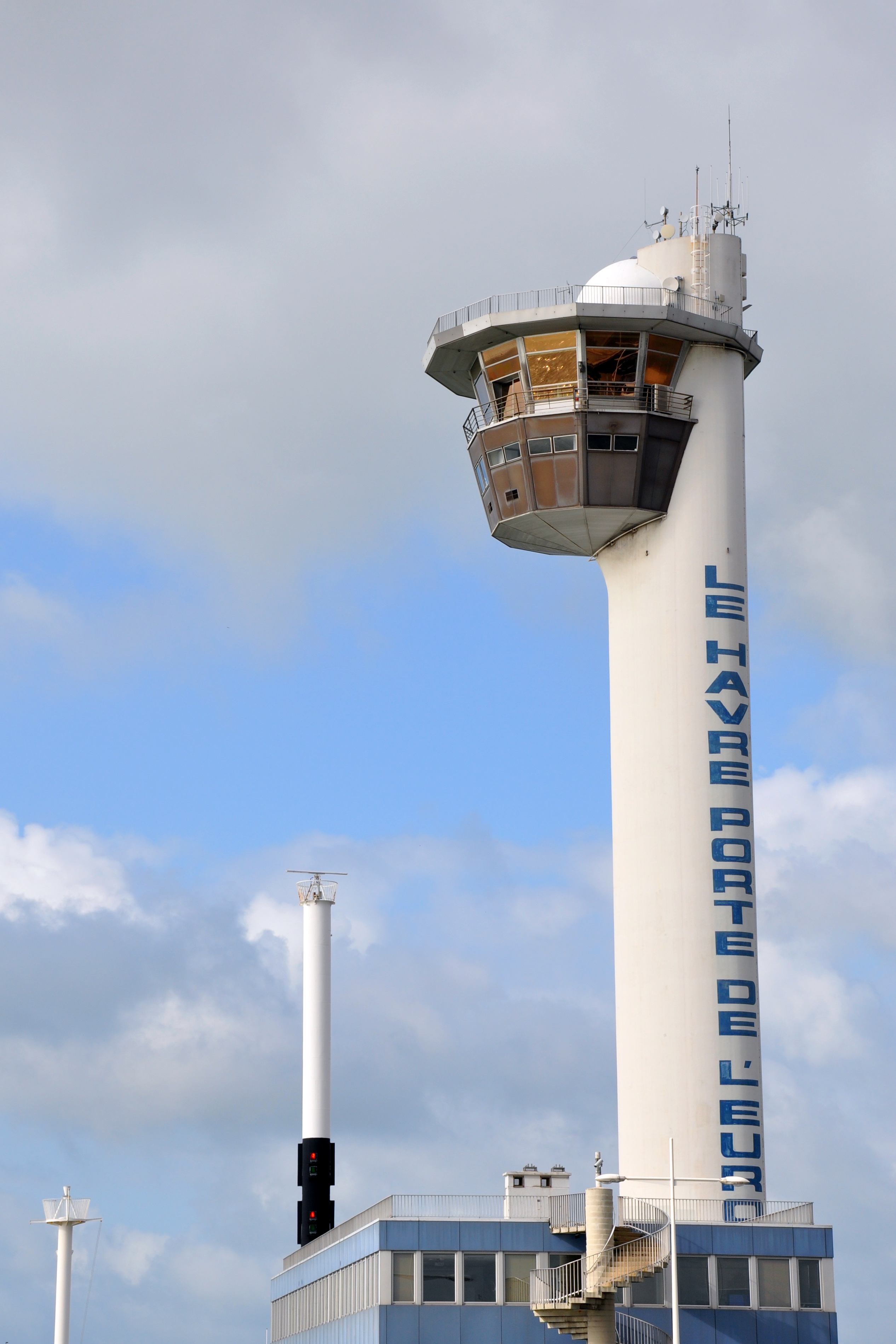
La capitainerie du Grand port maritime, supervise l'ensemble des mouvements de navires de sa circonscription.

## Emploi
Le cluster maritime et portuaire havrais est composé d’établissements dont l’activité est nécessaire et directement liée aux ports (pilotage, lamanage, chargement et déchargement de marchandises, etc.). Selon l'INSEE, en 2021 il comptait 13 640 emplois.
Toujours selon l'INSEE, en 2021 le cluster non maritime - comprenant donc les industries et les services - comptabilisait : 16 330 emplois.

## Infrastructures et équipements

### Terminaux à conteneurs
- terminal de l'Atlantique, opéré par CNMP
- terminaux Nord (quais de l'Atlantique, Amériques, Europe) opérés par la Générale de Manutention Portuaire
- Port 2000, comprenant :
  - terminal de France, opéré par la Générale de Manutention Portuaire
  - terminaux de Normandie, opérés par TiL

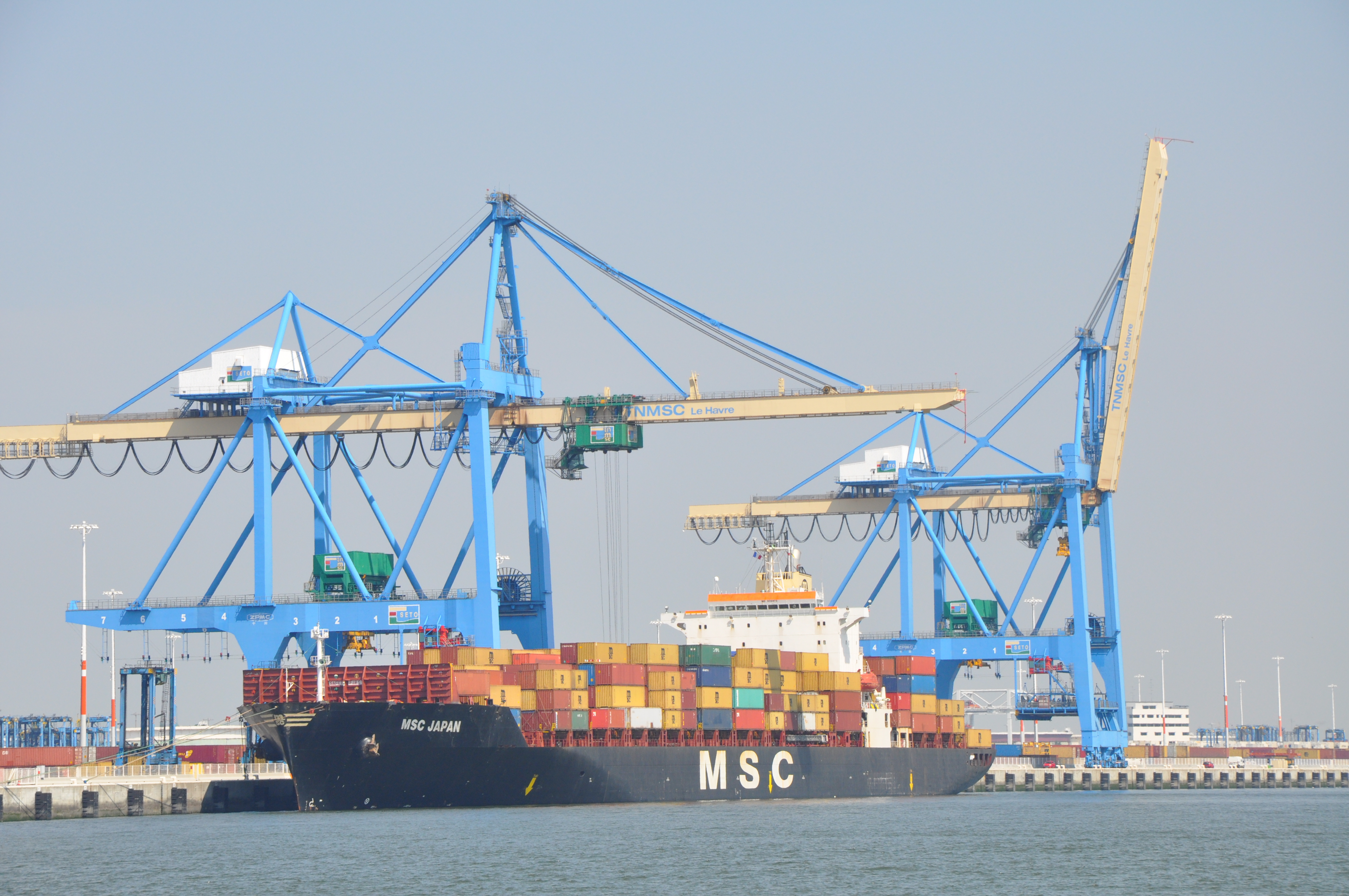
Terminal de Port 2000

  - les postes à quai 11 et 12

### Autres terminaux
- Terminal roulier
- Terminal multimodal, appelé Terminal multimodal du Havre - opéré par la société LHTE
- Terminaux sud avec les quais de l'Asie, Osaka, Bougainville
- terminal croisière (pointe de Floride)
- terminal pétrolier d’Antifer (situé entre le Havre et Dieppe) ; il est considéré comme le port pétrolier du Havre
- terminal méthanier flottant : en 2022, faisant suite à l'invasion de l'Ukraine par la Russie, le Gouvernement décide l'installation d'un terminal flottant pour le gaz naturel liquéfié (FSRU) au port du Havre dans le but de diversifier les sources d'importation françaises de gaz et de réduire la dépendance au gaz russe[15]. C'est le navire FSRU Cape Ann[16] qui mouille quai de Bougainville[17] Sud depuis septembre 2023.

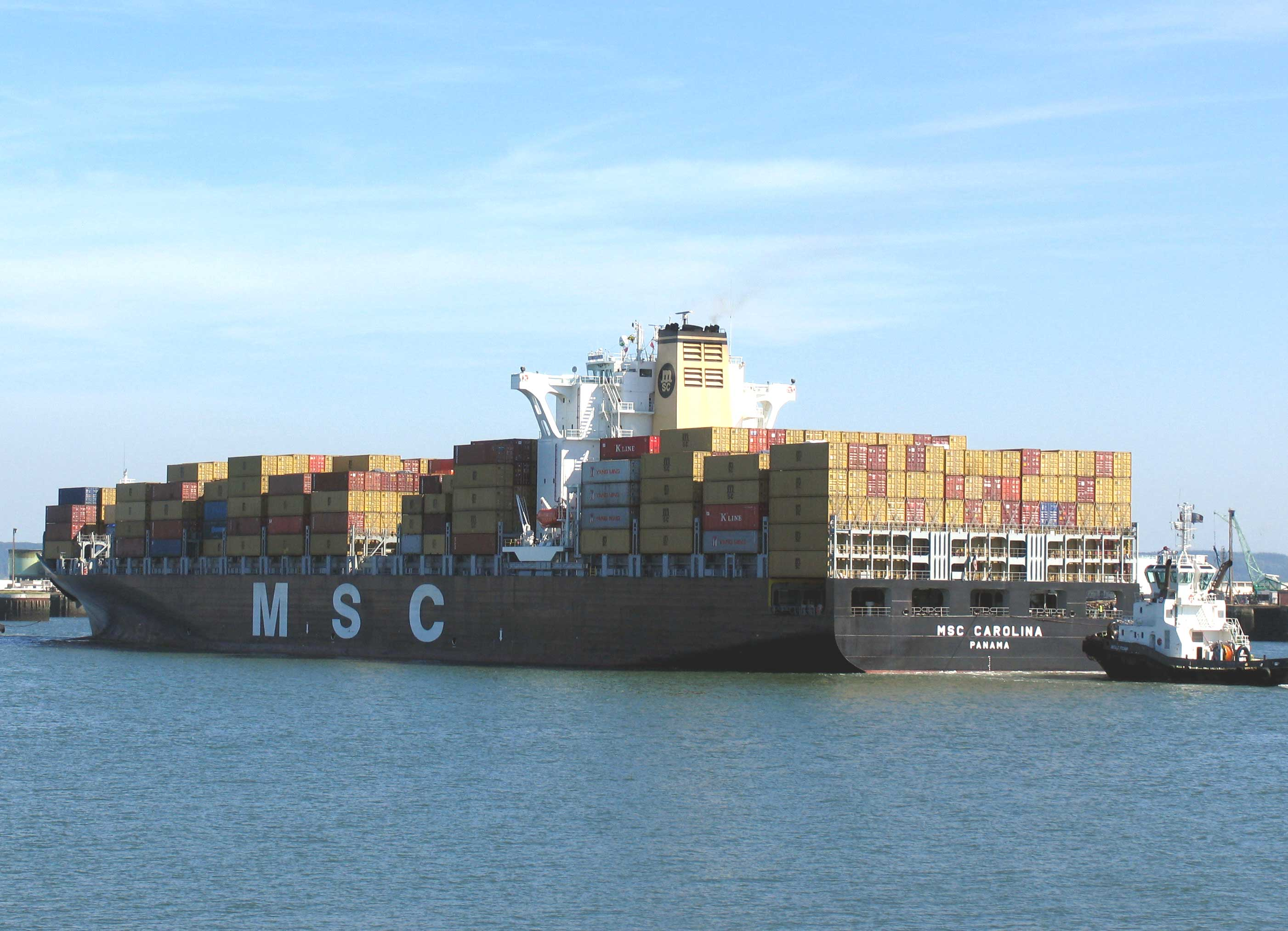
Le MSC Carolina entrant dans le port.
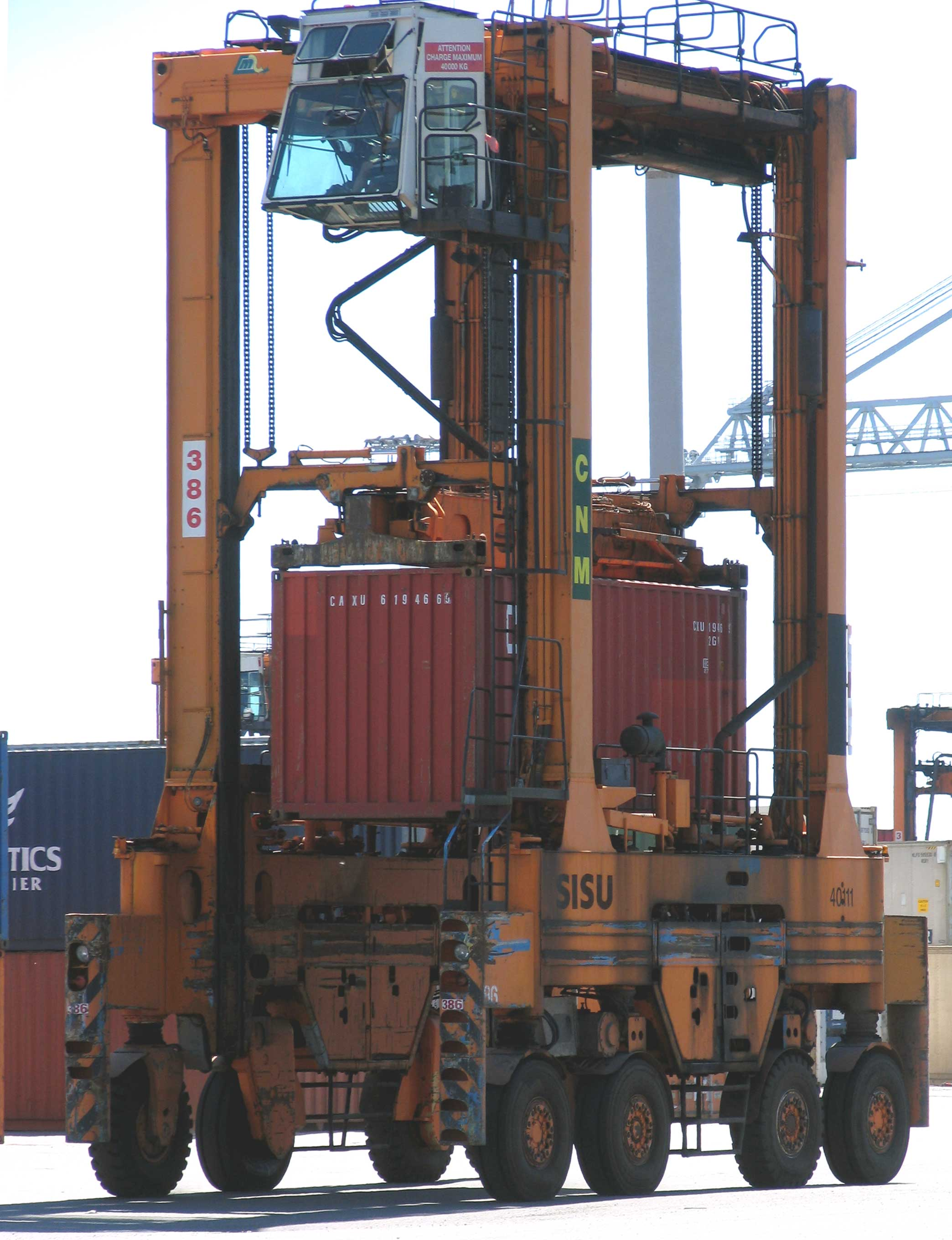
Chariot cavalier sur un terminal.
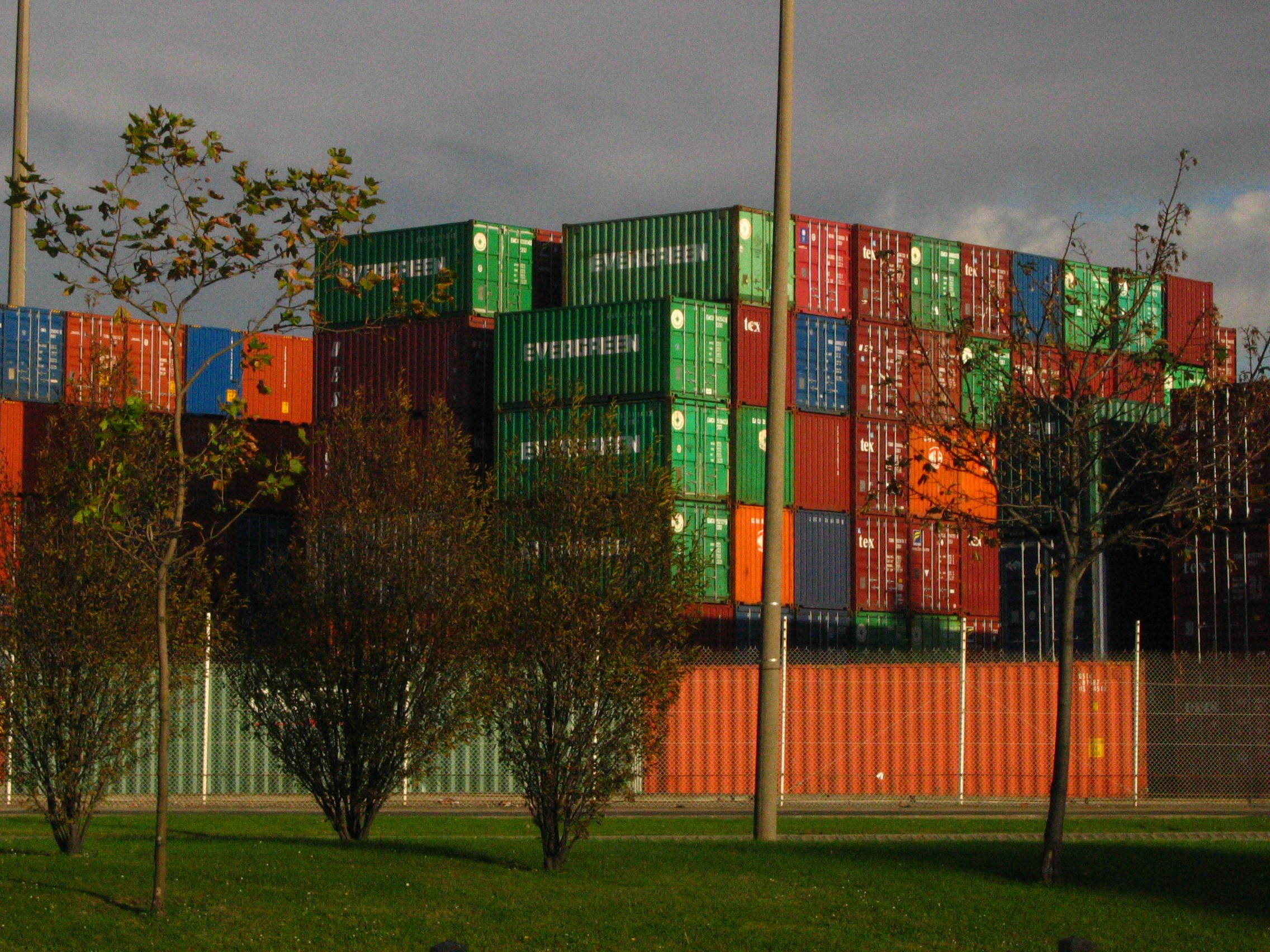
Stockage de conteneurs sur le terminal nord.

### Infrastructures logistiques
La ZIP du Havre compte plusieurs parcs logistiques : 
- le parc du pont de Normandie 1,
- le parc du pont de Normandie 2,
- le parc du pont de Normandie 3,
- le parc des Alizés,
- le parc du Hode,
- le parc Prologis,
- Parc Frigo.

### Croisière et passagers
Le terminal croisière est situé sur la pointe de Floride à l'Ouest entre le Bassin de la Manche et le Bassin Théophile Ducrocq. Il est géré par le groupement d'intérêt public Le Havre Croisières.
Il fait actuellement l'objet d'un chantier de modernisation pour lequel notamment HAROPA Port a entrepris des travaux d'électrification à quai.
Le terminal est devenu le lieu de prédilection des croisiéristes avec de grands paquebots de croisière tels que le Jewel of the Seas, le Millennum, le Star Princess, et le Queen Mary 2.

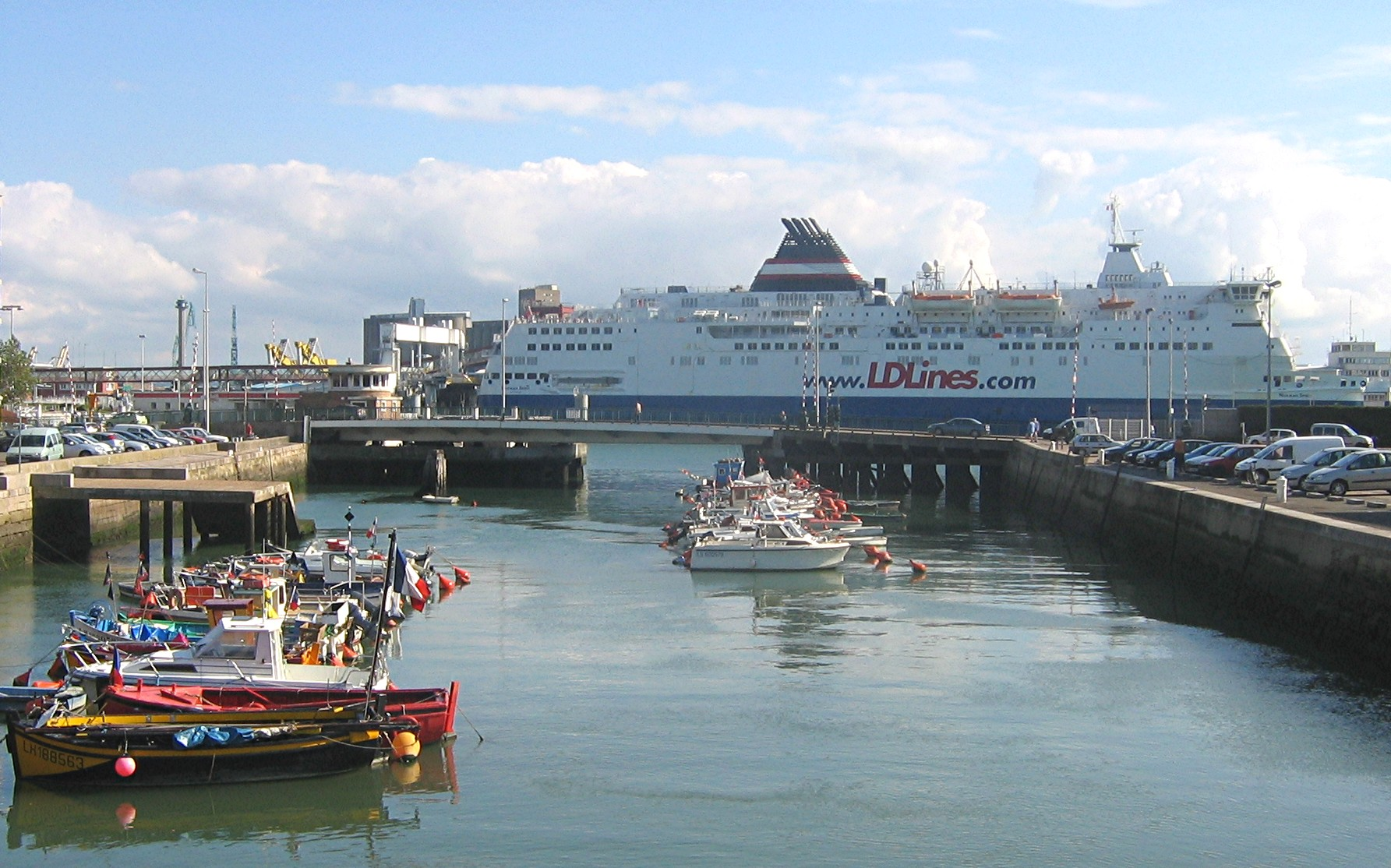
Le terminal transmanche offre des liaisons directes vers Portsmouth.
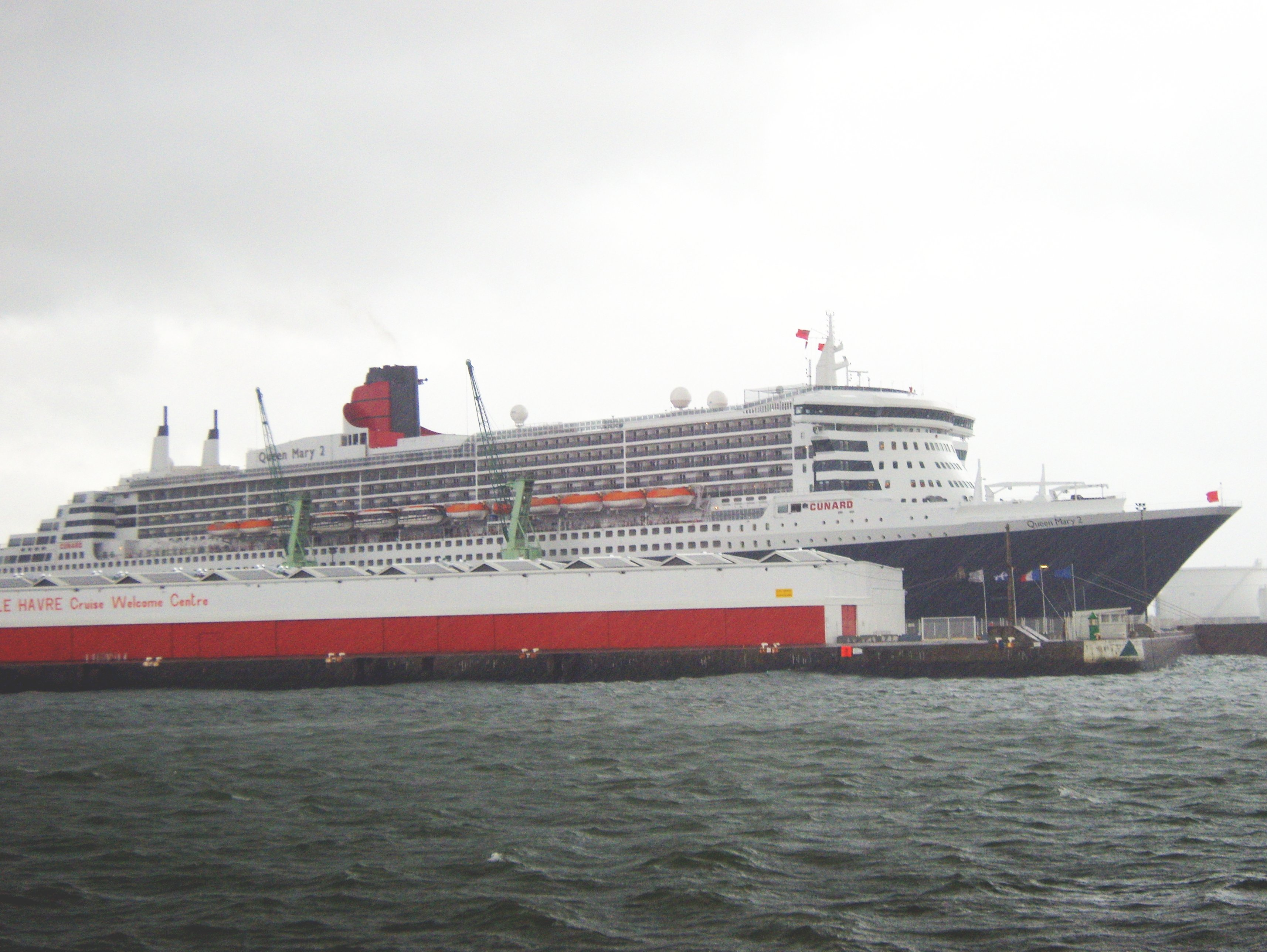
Le Queen Mary 2 à la pointe de Floride, au Havre.
- Le terminal de croisière (vidéo)

### Port 2000

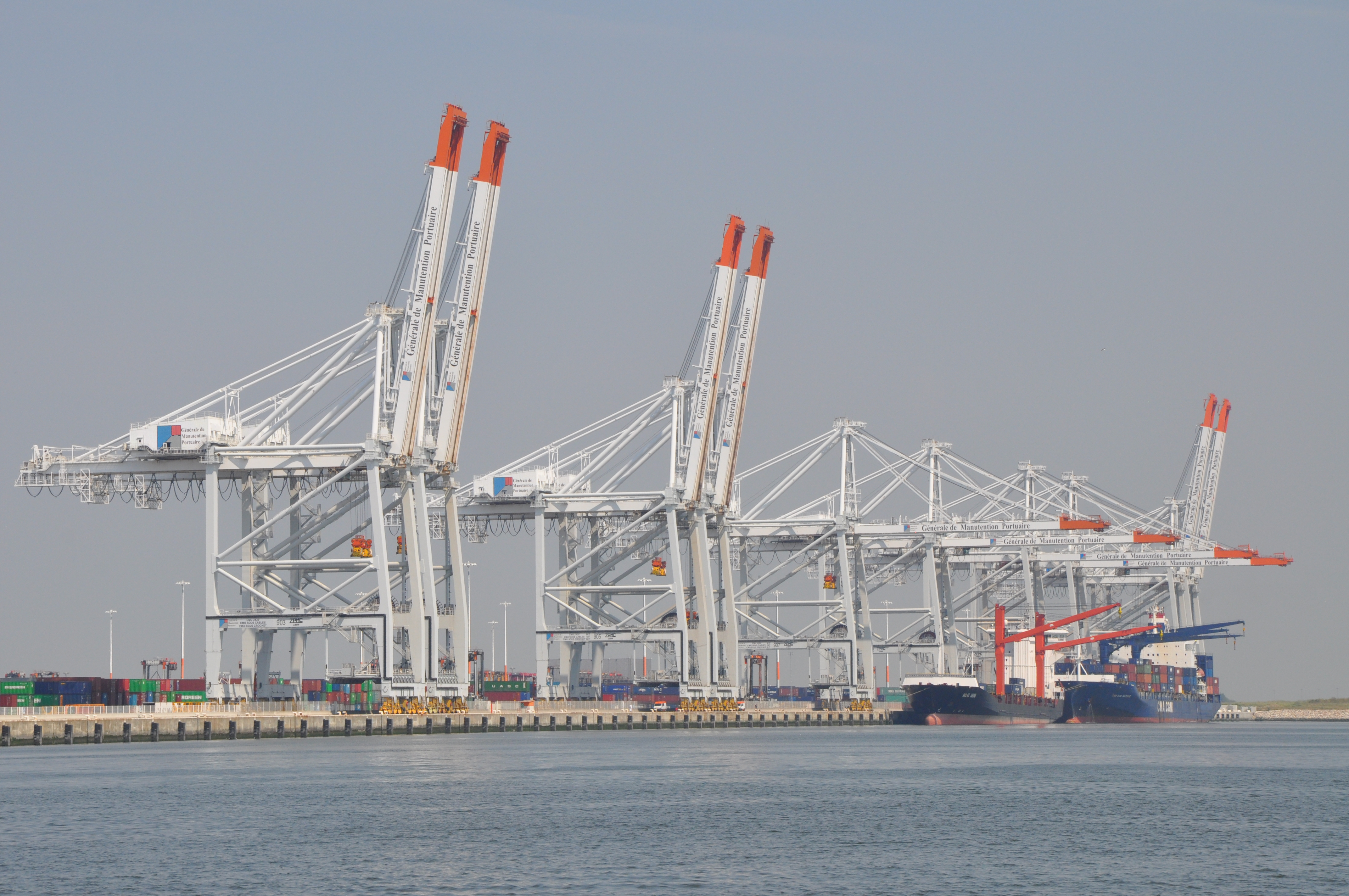
Port 2000. Les portiques de déchargement

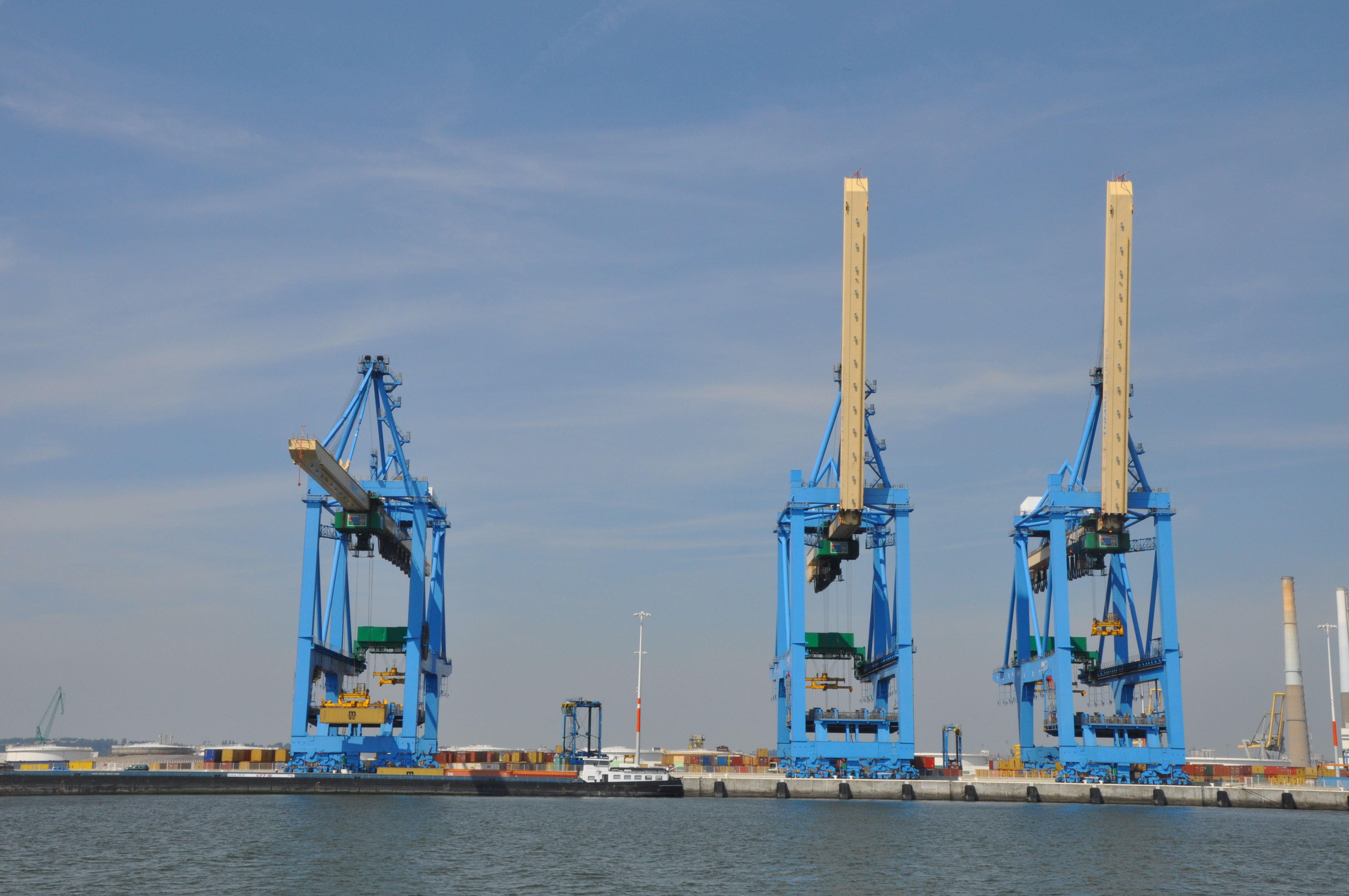
Port 2000. Les portiques de déchargement

Port 2000 désigne un grand chantier portuaire, développé en plusieurs phases, qui porte sur la réalisation d'un port spécialisé dans les conteneurs situé au sud des infrastructures portuaires havraises, dans l'estuaire de la Seine. Le projet lui-même a été conçu à partir de 1995 et a fait l'objet du premier débat public en France (1997-1998) avant d'être approuvé en 1999. Les travaux de la première phase ont démarré en 2001 pour agrandir la capacité d'accueil des conteneurs au Havre. La digue de 3,5 km est achevée depuis 2005. Port 2000 a été officiellement inauguré le 30 mars 2006. L'un des objectifs principaux est de supprimer toute contrainte de marée et par là de supprimer les temps d'attente pour les plus gros porte-conteneurs de dernière génération. Il s'agit à terme de pouvoir porter la capacité d'accueil des conteneurs à six millions d'EVP et de hisser Le Havre parmi les cinq premiers ports européens.
La première phase de Port 2000 comprend 1,4 km de quais (quai du Havre) pour quatre postes de déchargement et peut recevoir les plus gros porte-conteneurs du monde. Premier terminal en activité, le terminal de France est exploité depuis avril 2006 par la GMP (Générale de Manutention Portuaire) associée à la CMA-CGM. Mis en service fin novembre 2007, le terminal Porte Océane est exploité par la société Perrigault (groupe Terminaux de Normandie) associé au groupe Maersk.
La digue sud de Port 2000, construite sur le même principe que la digue sud du port déjà existant, comprend une discontinuité en demi-cercle face à l'extrémité ouest du quai du Havre en service en novembre 2010) et permet ainsi un évitage des navires (opération par laquelle ils se retournent dans le port) dans un cercle de 700 mètres de diamètre.
La 2e phase de Port 2000 porte sur 2 100 m de quai supplémentaires : les travaux – réalisés par la société Solétanche Bachy et Atlantique Dragage, qui avait déjà réalisé la première phase – ont démarré à l'été 2007 pour une mise en service des 6 postes à quai en 2010.
Le projet complet (3 phases) comprend la construction des deux derniers postes à quai sur 700 m supplémentaire. Le chantier a démarré en 2019 et le terrain a été livré en 2024.
Destiné à contrer la concurrence des ports du nord de l'Europe, Port 2000 est aussi un exemple de développement durable puisque d'importantes mesures environnementales ont accompagné le projet : création d'un chenal environnemental, d'un îlot reposoir en Seine, d'un reposoir sur dune.
Il représente un investissement de plus d'un milliard d'euros.

### Impact de Port 2000 sur l’environnement

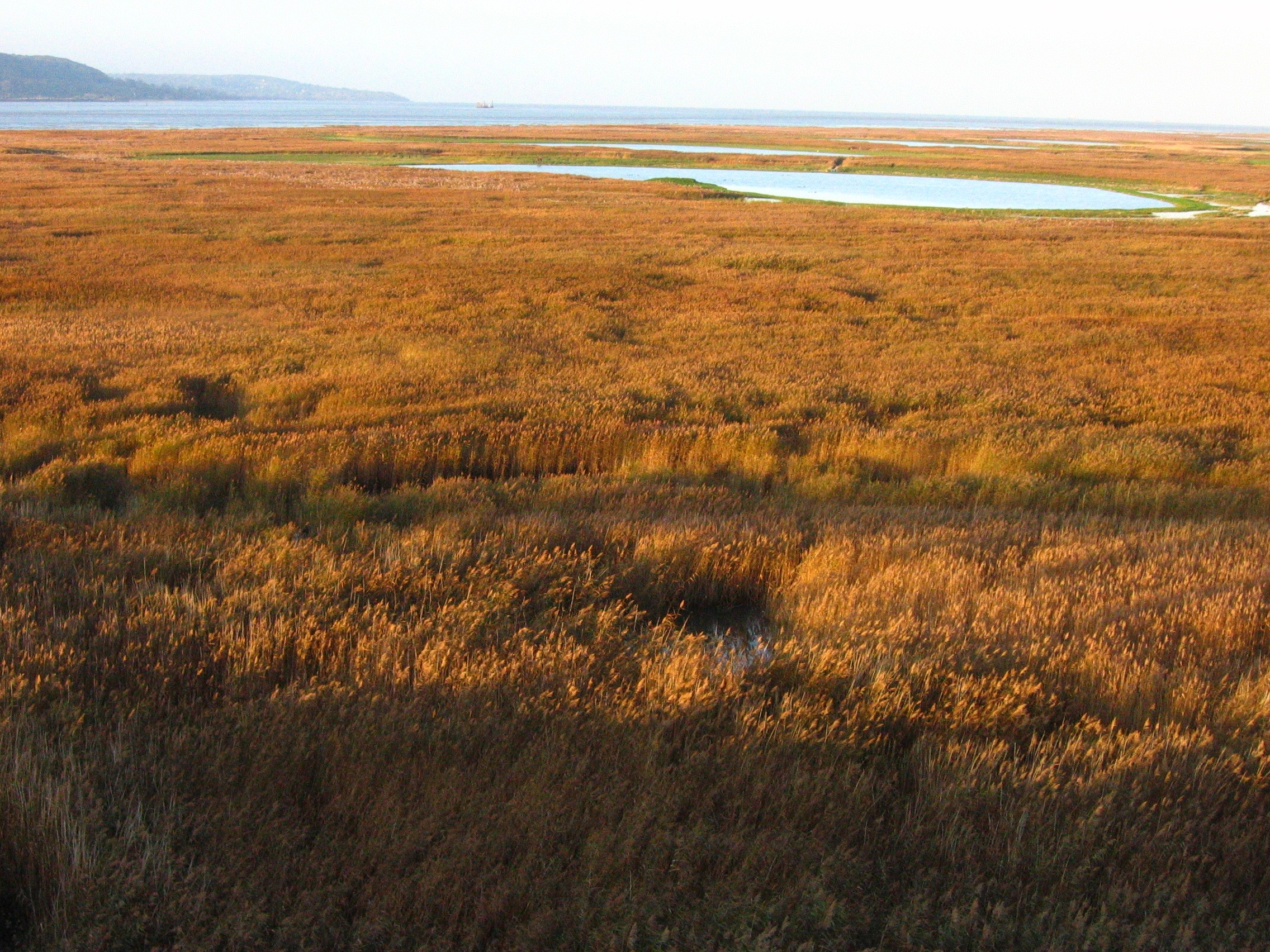
Vasières et roselières de l’estuaire de la Seine, près du Havre.

Les nouvelles installations de Port 2000 ont été implantées sur le territoire de l’estuaire de la Seine. L’estuaire de la Seine est un site naturel de premier ordre, classé réserve naturelle nationale depuis 1997. Il est protégé par les labels zone de protection spéciale (ZPS) et Natura 2000. Le site d’importance communautaire Natura 2000 Estuaire de la Seine de 10 931 ha intersecte les zones de protection spéciale Estuaire et marais de la Basse Seine et Littoral augeron à l’ouest. Les vasières accueillent de nombreux oiseaux (courlis cendré, tadorne de Belon, canard colvert, cormoran, hérons cendrés, chevalier arlequin, avocette, butor étoilé, …).
Les organisations écologistes soulignent que l’agrandissement du port du Havre vers le sud rogne les espaces naturels (l’estuaire a rétréci de deux kilomètres) et menacent l’écosystème : ainsi, le Groupe ornithologique normand estime que les oiseaux d’eau sont passés de 40 000 en 2000 à 25 000 en 2005. Un site de 40 hectares est désormais dévolu aux activités portuaires et de nombreuses vasières ont disparu.
Il convient en outre de noter que la réserve naturelle de l'estuaire de la Seine limitrophe du Havre a déjà beaucoup souffert de l'enfouissement dans son sol des déchets pétrolifères ramassés sur les côtes armoricaines à la suite du naufrage de l'Amoco Cadiz en 1978.
Cependant, le port autonome du Havre fait valoir la prise en compte des enjeux écologiques dans son projet. Plusieurs aménagements ont été entrepris pour compenser les impacts sur le milieu naturel estuarien : un méandre d’environ 15 hectares a été creusé pour améliorer la circulation de l’eau et créer de nouvelles vasières. Un îlot artificiel de 5 hectares à marée basse a été monté avec 260 000 mètres cubes de galets et de sable, protégés par des enrochements. Au total, le port du Havre a dépensé 46 millions d’euros au titre de la 1re phase de Port 2000 pour préserver le patrimoine naturel de la zone.
Le transport maritime est une source importante de pollution, mais également de propagules d'espèces allochtones invasives d'algues, d'animaux marins et potentiellement invasives. Ainsi ont été repérées depuis peu[Quand ?] : Sargassum muticum (Yendo) Fensholt, Undaria pinnatifida (Harvey) Suringar, Gonionemus cf. vertens A. Agassiz, Hydraides ezoensis Okuda, Hydraides dianthus Verrill, Hemigrapsus penicillatus (de Haan), Hemigrapsus sanguineus (de Haan), Styela clava Herdman, Perophora japonica Oka…

### Les bassins et les docks
| A. Sas Quinette           |
| B. Écluse François Ier    |
| 1. Bassin du commerce     |
| 2. Bassin du Roi          |
| 3. Bassin de la Citadelle |
| 4. Bassin de la Barre     |
| 5. Bassin des Docks       |
| 6. Bassin aux pétroles    |
| I à VIII. Ponts mobiles   |

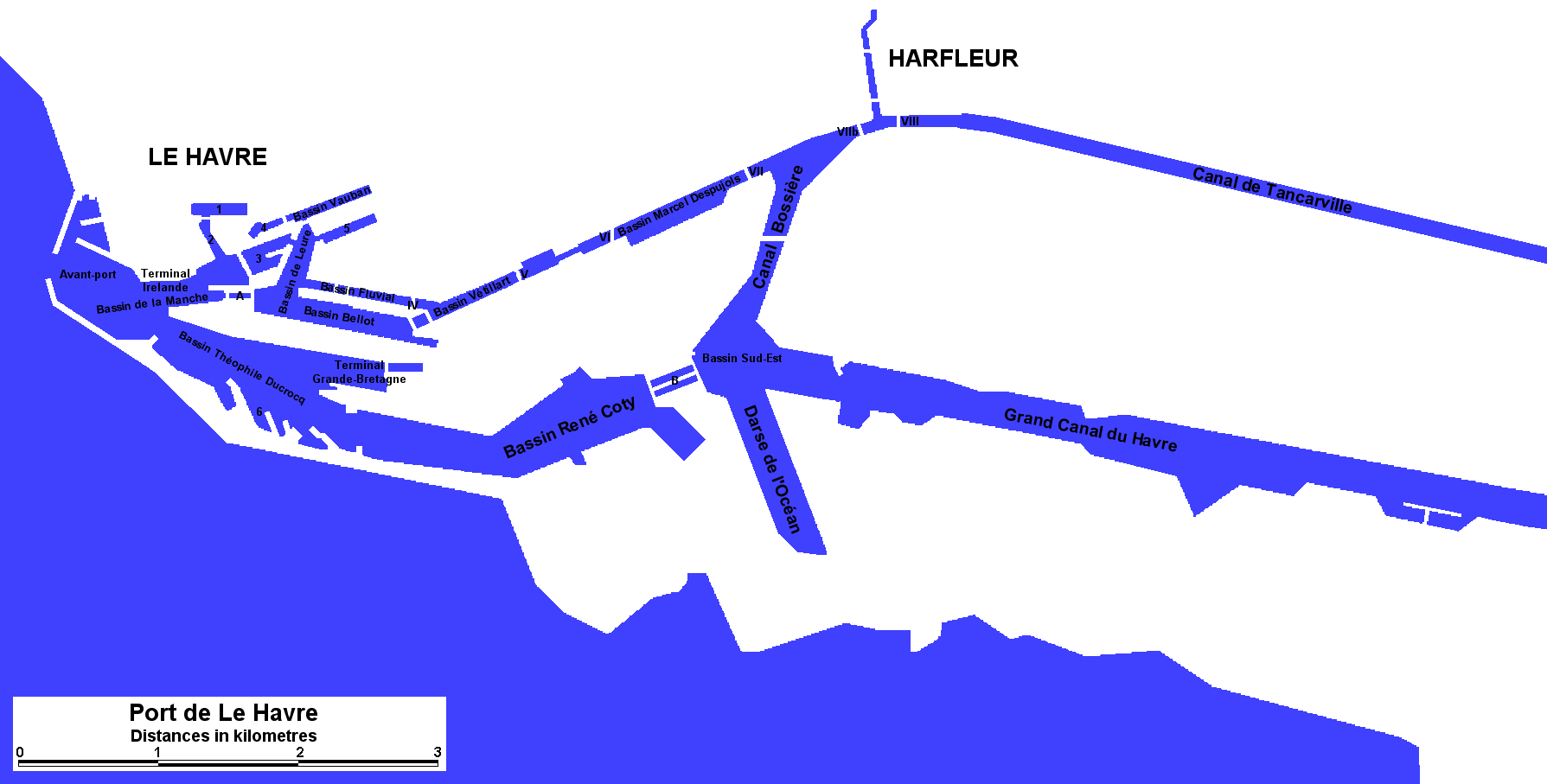

Le centre-ville du Havre est particulièrement marqué par l'empreinte du port, à travers les différents bassins qui subsistent au cœur de la ville, témoins de l'imbrication entre la cité et le port au cours des siècles passés. Compte tenu de l'augmentation de la taille des navires de commerce, ces bassins ne sont plus utilisés aujourd'hui que pour des activités de plaisance et de loisirs (pêche à la ligne ...).
Le bassin du commerce, aussi nommé le quai à flot, date de 1792. Il est situé à l’intérieur du Centre-ville reconstruit du Havre. Il est bordé au nord par le quai George V (quai Liberté à l’époque de son creusement) et au sud par les quais Guillaume Le Testu et Lamblardie. L'espace Oscar Niemeyer se situe à l’ouest contre l’esplanade Charles de Gaulle. Il est surmonté d’une passerelle métallique depuis 1887 remplacée par l'actuelle en 1972. Le bassin de la Barre est lui situé dans le prolongement du bassin Vauban. À proximité immédiate se situe d'ailleurs le siège du Grand port maritime du Havre.
Le bassin Vauban est situé près de l'entrée du centre-ville, entouré de la gare ferroviaire, de la Chambre de Commerce et d’Industrie et du centre commercial des docks Vauban. Il a été aménagé en 1840-1843 et accueillait à cette époque des bateaux transportant du charbon. Depuis 2012, une partie du bassin a été aménagée en port de plaisance (Port Vauban). Une passerelle piétonne flottante permet de le traverser et de joindre les docks Vauban à la gare. Le bassin mesure 800 mètres de long pour 90 mètres de large. La hauteur de l'eau y est de 7,5 mètres. Dans le même quartier, le bassin de l'Eure a été aménagé en 1845-1855 ; il mesure 600 mètres sur 90 mètres. Il accueillait autrefois les grands navires à vapeur. Ancien Bassin des Docks, le bassin Paul Vatine a été renommé par la municipalité du Havre en l'honneur de Paul Vatine. Le bassin abrite les navires de la Transat Jacques-Vabre avant leur départ lors de cette course qui a lieu tous les deux ans.
On peut citer enfin les autres bassins : Le bassin du Roi, de la Citadelle, de la Barre et de la Manche.

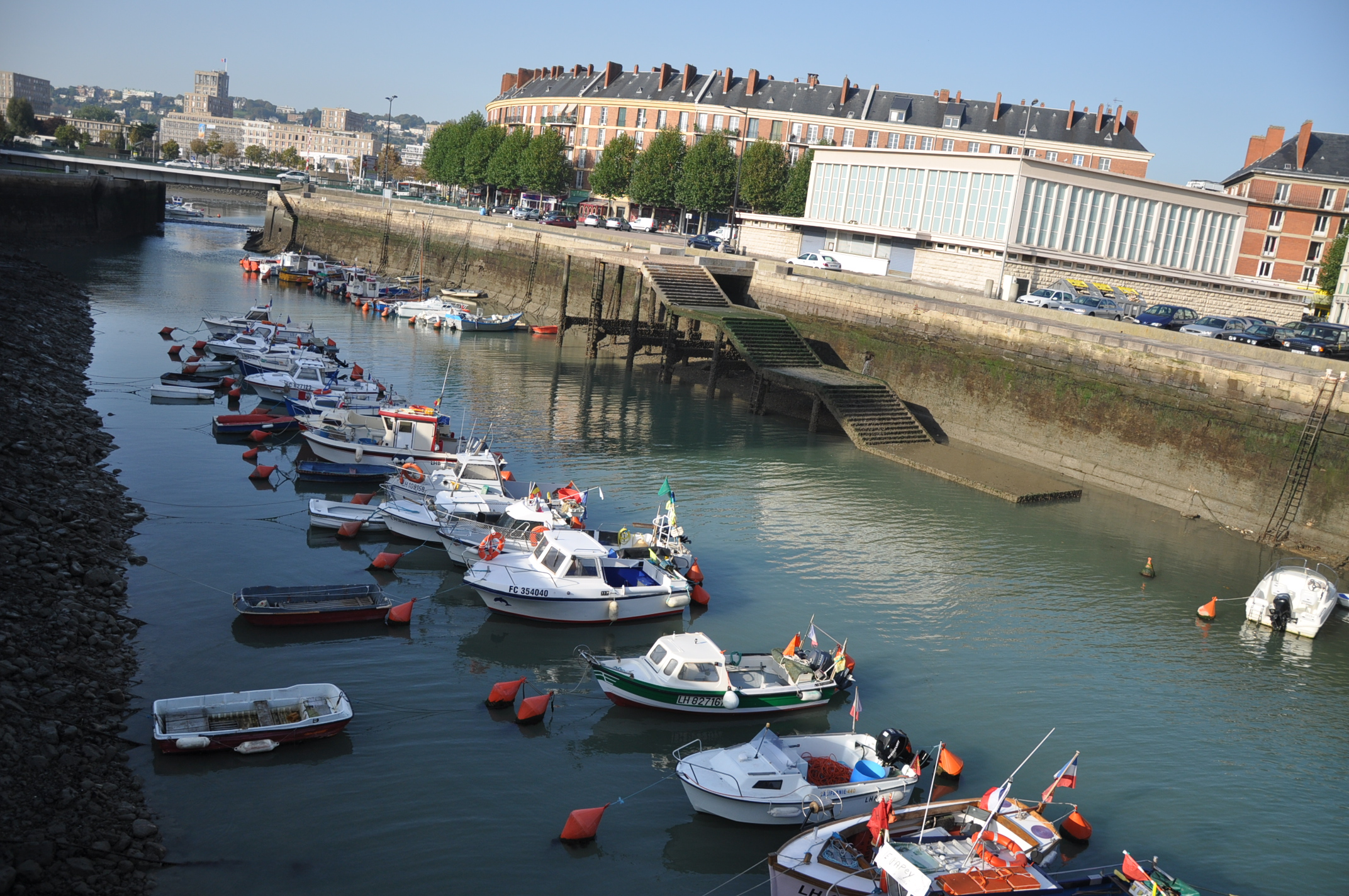
Bassin du roi, marée basse
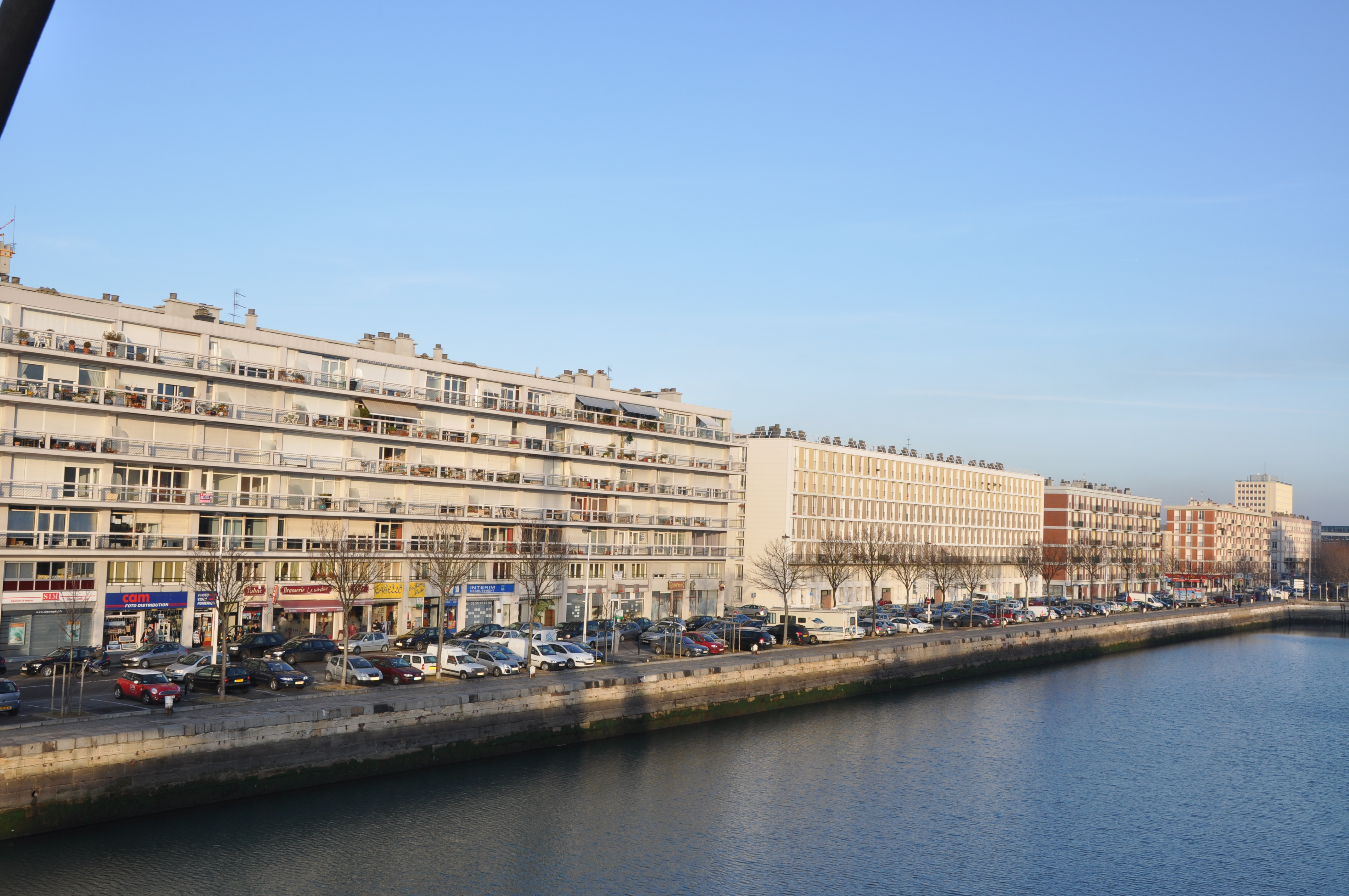
Bassin du Commerce
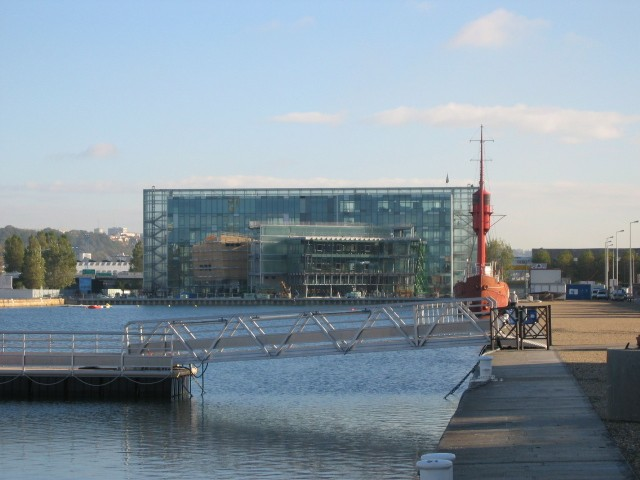
Bassin Vauban, avec au loin la Chambre de commerce et d'industrie
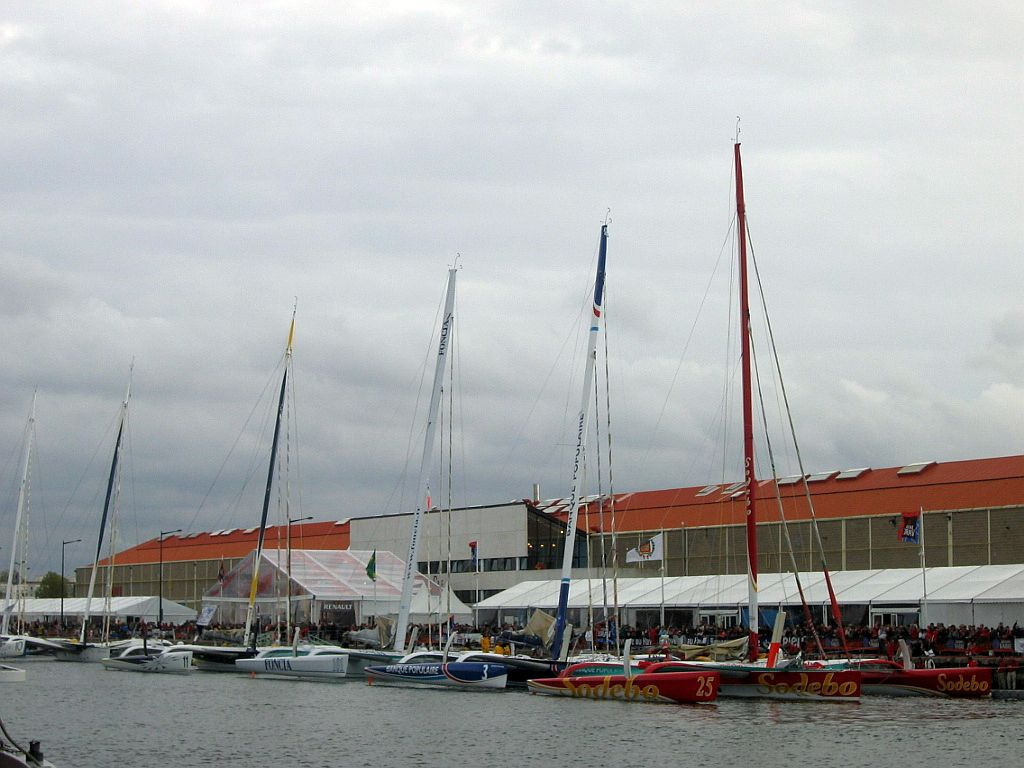
Bassin Paul-Vatine lors de la Transat Jacques-Vabre
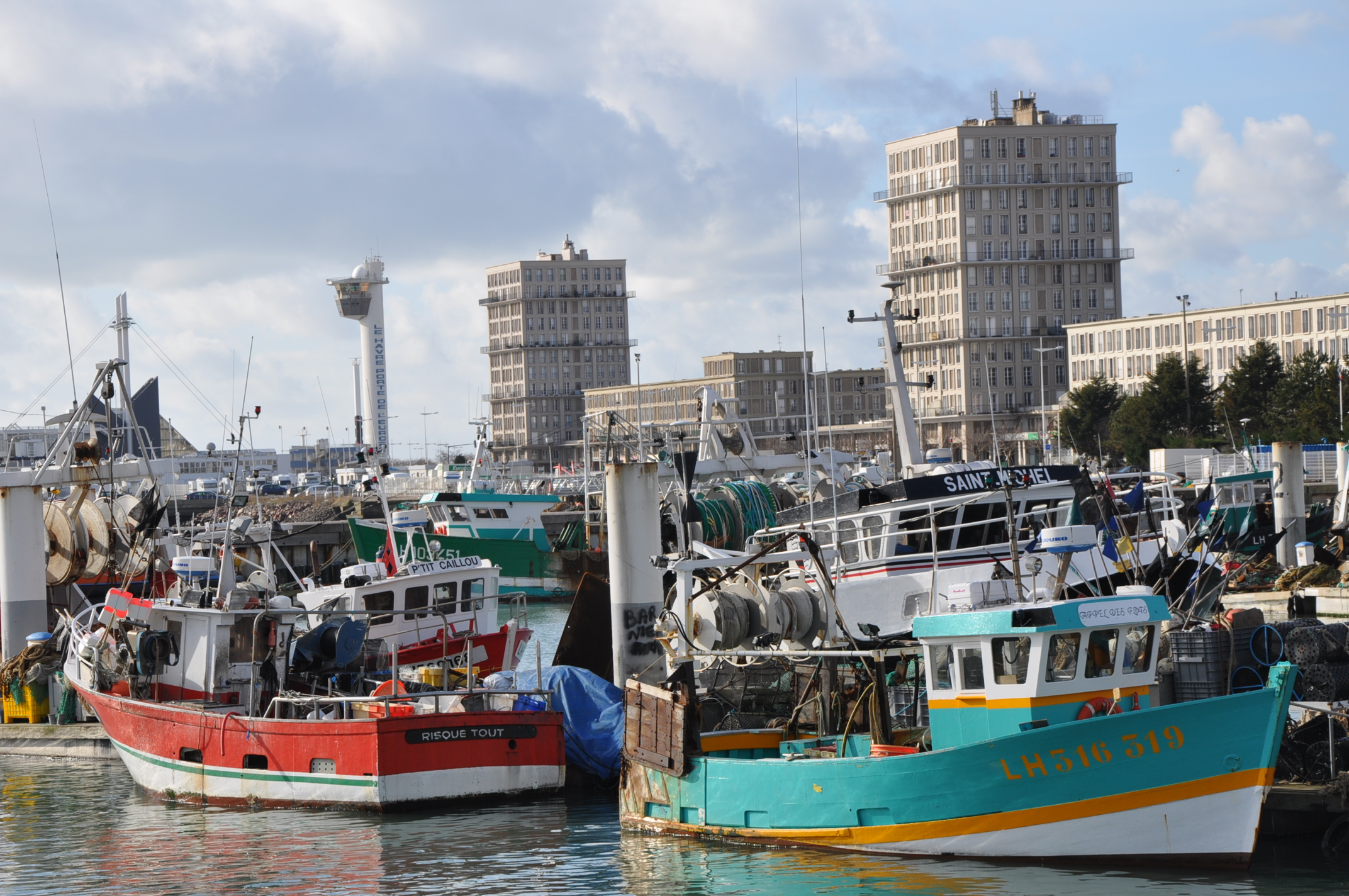
Le port de pêche, Bassin de la Manche

Plus loin au sud du centre ville, il existe plusieurs types de bassins : les bassins à marée sont à l'ouest (avant-port, Bassin de la Manche, Bassin Théophile Ducrocq, Bassin René Coty) et au sud (Port 2000). Ils communiquent directement, sans interposition d’écluses avec la mer. Les bassins à flot sont soumis aux marées et sont accessibles par le sas Quinette de Rochemont pour les bassins de l'Eure et de Bellot. Enfin, les bateaux entrent dans les bassins à niveau constant (Bassin Henry Deschenes, Darse de l'Océan) par l’écluse François 1er. Le bassin Théophile Ducrocq est l'un des plus grands du port : 3 200 mètres de long sur 450 mètres de large. Les bassins les plus profonds sont capables d'accueillir des pétroliers et des minéraliers de 250 000 tonnes de port en lourd.

## Autres infrastructures

### Le port de plaisance

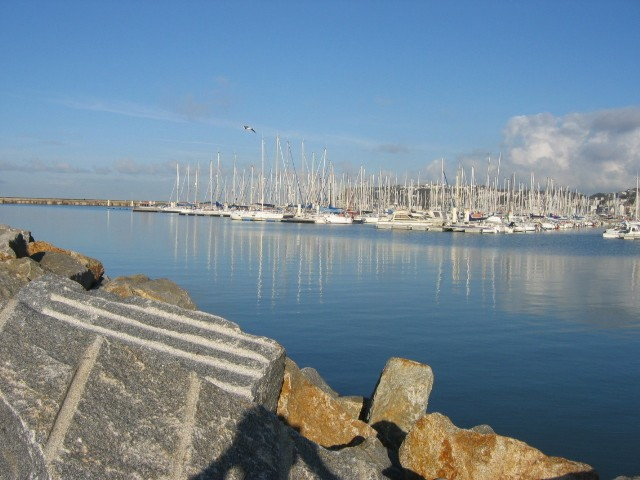
Le Port de plaisance du Havre.

Créé en 1934, le port de plaisance du Havre, installé à l'Ouest du Port du Havre, est le premier port de plaisance de la Manche continentale avec une capacité de 1 300 places. Il est géré par la Ville du Havre.
Face au manque de place qui guette le port d'ici les prochaines années, la Ville du Havre et ses partenaires, souhaitent doubler la capacité d'accueil de bateaux. Ce projet permettrait de faire du Havre le premier pôle nautique du littoral de la Manche. Pour ce faire, 20 millions d'euros seront investis dans les quatre ans à venir.
Un projet d'extension du port de plaisance (1150 anneaux) est notamment à l'étude, avec 150 anneaux supplémentaires. Les services aux plaisanciers y seront améliorés, avec notamment l'aménagement d'une station d'avitaillement, la mise en place d'une potence pour la manutention des bateaux et la création d'une cale de mise à l'eau supplémentaire le long de la digue Augustin Normand.
Au-delà de ces aménagements prévus sur le site du port de plaisance, la Ville a également décidé de créer un nouveau site destiné entièrement à cette activité : le Port Vauban. Le bassin du même nom, le long des Docks sera reconverti en site d'accueil destiné à la plaisance et devrait à terme pouvoir accueillir plus de 500 nouveaux anneaux. Ce nouveau port de plaisance sera accessible à la mer par le pont de l'Eure et le Sas Quinette, deux heures avant la pleine mer et trente minutes après. Les premiers aménagements permettront la création de 250 anneaux (mise en service en 2011). Environ 300 anneaux supplémentaires devraient voir le jour dans une seconde tranche en fonction de la demande.
Parallèlement à l'augmentation de capacité du port, une zone d'activités et de maintenance destinée à la filière nautique sera créée le long du quai de l'Escaut, dans les quartiers Sud, pour une ouverture en 2012. Sept hectares de terre-pleins et de bâtiments en bord à quai intégral seront ainsi transformés en ateliers/bureaux, pontons professionnels, parc d'hivernage de 300 places et aires de manutention et de carénage.

### Le port de pêche
Le bassin de la citadelle abrite un petit port de pêche. Une partie du produit de la pêche est d'ailleurs vendue directement aux consommateurs. Ce port est sous l'autorité du Département de Seine-Maritime depuis 2019 qui en a confié sa gestion à la Chambre de Commerce et d'Industrie Seine-Estuaire (CCI Seine Estuaire).

## Statistiques
En 2011, le trafic global de marchandises s'élevait à 68,6 millions de tonnes manutentionnées, et 11 770 navires ont utilisé le port du Havre.
Au niveau mondial, le port du Havre se classe à la 50e place pour le trafic total de marchandises et 52e pour le trafic de conteneurs.
Au niveau européen, il est le huitième pour le trafic de conteneurs, le sixième pour le trafic total mais le cinquième du Range nord Européen. Au niveau français, il est, en tonnage global, le deuxième port derrière celui de Marseille. C’est le plus important port de conteneurs de France avec 2,2 millions d’EVP manutentionnés en 2011, soit plus de la moitié du trafic français de conteneurs. De plus 40 % des importations de pétrole brut de la France passent par Le Havre. Enfin, 340 500 véhicules ont transité par les terminaux rouliers en 2010.
Depuis 2008, première année de la crise économique, tous les trafics sont en baisse sauf celui des passagers qui progresse depuis 2006. Cette évolution s'explique en partie par l'essor des croisières : le nombre d'escales (95 en 2011) et de croisiéristes (185 000 en 2011) augmente.
| Types de chargement    | Unités        | 2004         | 2005         | 2006         | 2007         | 2011                 | 2012                 |
| ---------------------- | ------------- | ------------ | ------------ | ------------ | ------------ | -------------------- | -------------------- |
| Vrac liquide           | Tonnes        |              |              |              |              | 41 388 000           | 36 678 000           |
| Pétrole brut           | Tonnes        | 37 023 088   | 34 119 964   | 34 174 088   | 32 918 000   | 27 459 000           | 22 484 000           |
| Produits raffinés      | Tonnes        | 8 816 510    | 10 889 122   | 11 569 700   | 11 201 000   | 11 710 000           | 12 043 000           |
| Gaz liquéfiés          | Tonnes        | 440 609      | 396 150      | 433 356      | 335 000      | 517 000              | 560 000              |
| Autres liquides        | Tonnes        | 1 503 569    | 1 419 464    | 1 330 192    | 1 596 000    | 1 702 000            | 1 592 000            |
| Vrac solide            | Tonnes        |              |              |              |              | 3 058 000            | 2 649 000            |
| Fourrage et oléagineux | Tonnes        | 136 347      | 107 457      | 101 788      | 120 000      |                      |                      |
| Charbon                | Tonnes        | 2 195 991    | 2 907 559    | 1 816 419    | 2 430 000    | 1 329 000            | 983 000              |
| Autres solides         | Tonnes        |              |              |              |              | 1 729 000            | 1 666 000            |
| Marchandises diverses  | Tonnes        |              |              |              |              | 23 116 000           | 24 189 000           |
| Conteneurs             | Tonnes et EVP | 21 560 388 - | 21 076 488 - | 21 081 968 - | 26 414 000 - | 21 652 000 2 215 262 | 22 737 000 2 303 750 |
| Rouliers               | Tonnes        |              |              |              |              | 1 454 000            | 1 422 000            |
| Autres cargaisons      | Tonnes        |              |              |              |              | 10 000               | 30 000               |
| Total                  | Tonnes        | 76 175 264   | 75 023 400   | 73 897 872   | 78 885 000   | 67 561 000           | 63 516 000           |
| Passagers              | Personnes     |              |              |              |              | 715 279              | 620 657              |
| Mouvements             | Navires       |              |              |              |              | 11 770               | 11 228               |

Le premier partenaire commercial du port du Havre est l'Asie : ce continent représente à lui seul 58 % des importations par conteneur et 39,6 % des importations. En décembre 2006 s'est tenue la convention d'affaires industrielles « China Europa 2006 » : elle a accueilli au Havre 300 patrons européens et 200 chefs d'entreprises chinois. Le port compte 75 lignes maritimes régulières qui desservent 500 ports dans le monde.

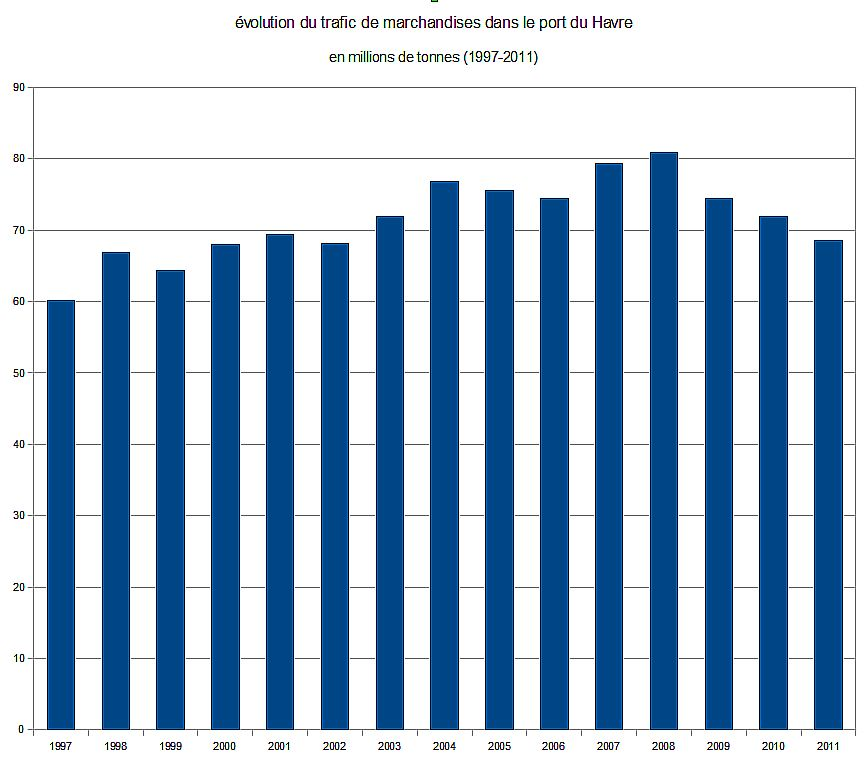
Évolution du trafic total de marchandises (1997-2011)
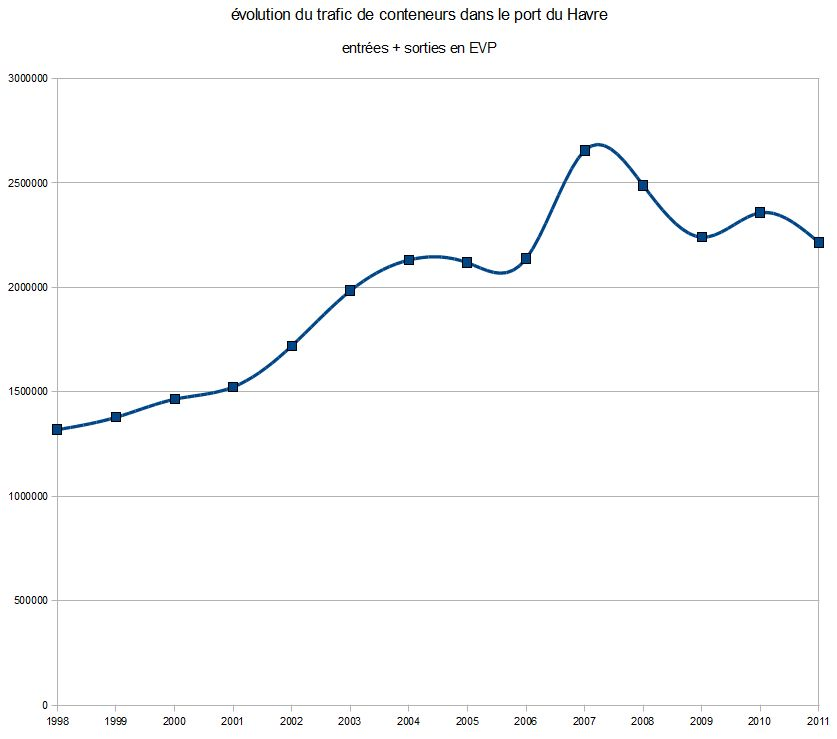
Évolution du trafic de conteneurs (1997-2011)
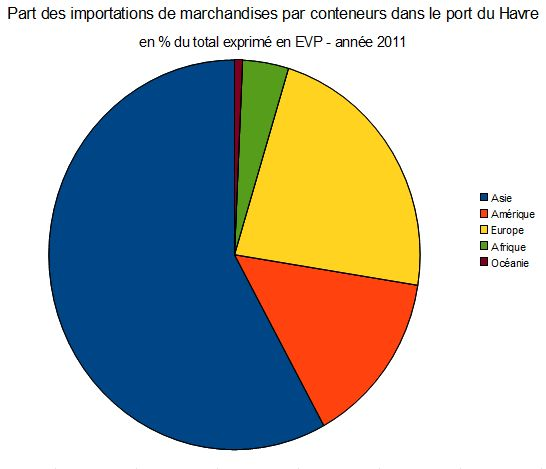
Répartition des importations par conteneurs par continent (2011)
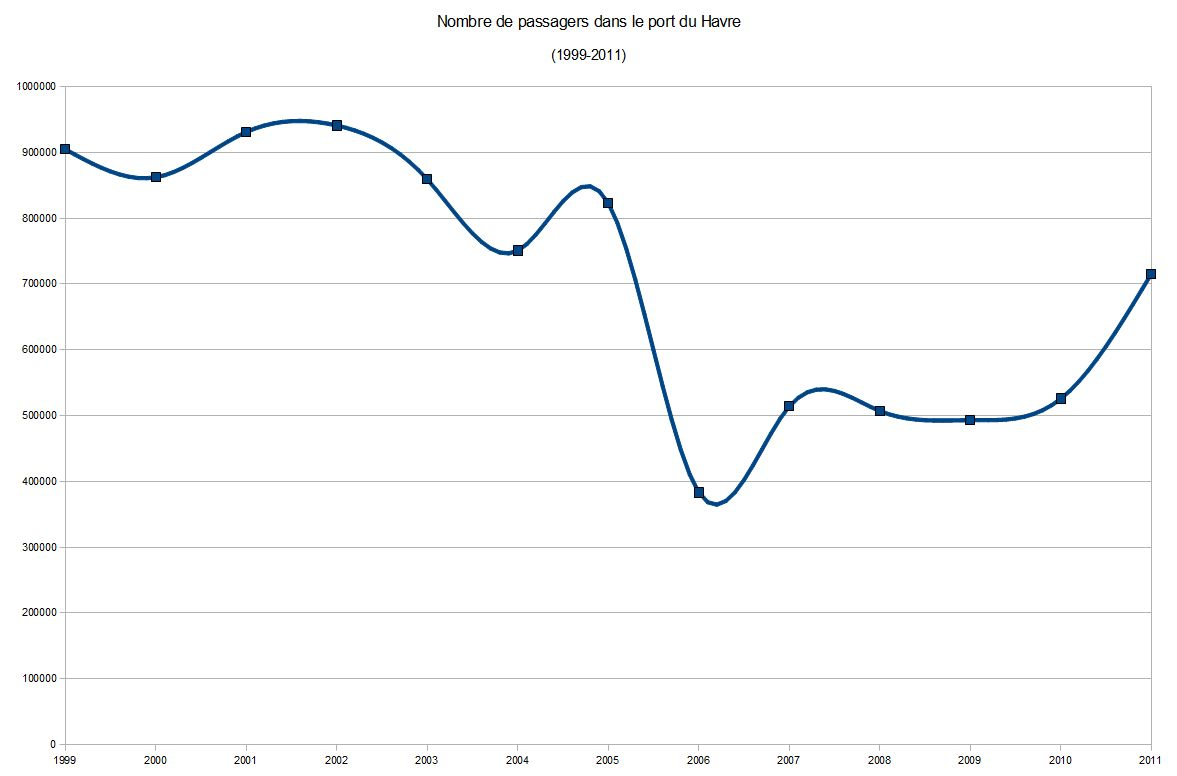
Évolution du trafic passagers (1999-2011)
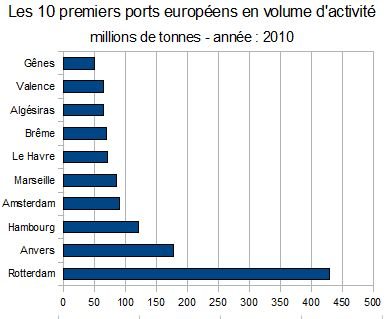
Classement des dix premiers ports d'Europe pour le trafic total (2010)
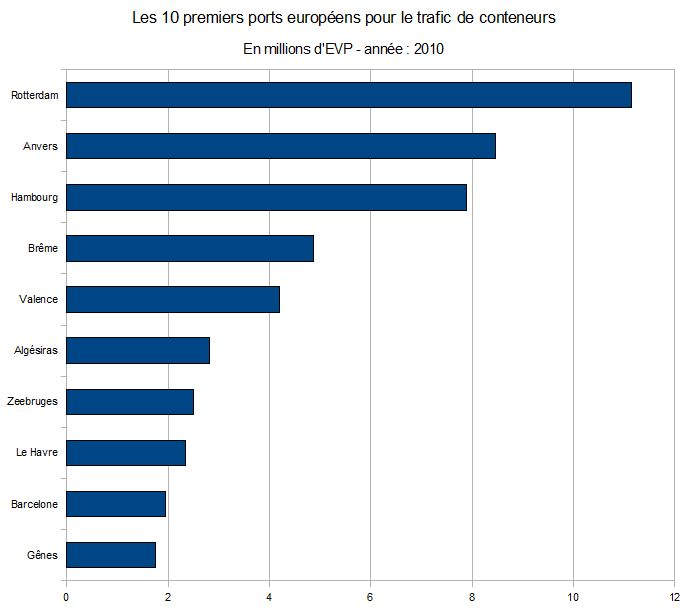
Classement des dix premiers ports d'Europe pour le trafic de conteneurs (2010)

## Trafics illégaux
En juillet 2017, 1 317 kg de poudre sont saisis après que la police judiciaire a été alertée qu’un vaste trafic international de cocaïne transite par le port. En janvier 2023, débute le procès du réseau de trafiquants.
Selon les autorités, Le Havre est la principale porte d'entrée du trafic de cocaïne en métropole. En avril 2022, des échanges de tirs avec la police éclatent en plein jour et au milieu des automobilistes, les trafiquants étant venus récupérer une importante livraison de cocaïne. 10,5 tonnes ont été saisies en 2022 contre 7 tonnes en 2021. Une quantité trois fois plus importante qu’en 2019.
Selon le quotidien britannique The Telegraph, le port est devenu la nouvelle plaque tournante de la drogue en Europe. Pour parvenir à faire sortir la drogue du port, les trafiquants mettent différents moyens en œuvre, dont notamment la corruption et la menace, pour s'assurer de la complicité des dockers qui y travaillent. Plusieurs dockers ont été emprisonnés pour avoir travaillé avec des gangs de trafiquants de drogue au Havre, la police affirmant que certains avaient été contraints d’aider les trafiquants. Une trentaine d’entre eux ont été enlevés ou retenus en otage dans le port depuis 2017 par des trafiquants de drogue ou par des petits délinquants. Presque aucun n’aurait porté plainte.
En décembre 2024, plus de deux tonnes de cocaïne sont saisies sur le port du Havre, à la suite d'une opération réalisée par la section de recherches de la gendarmerie de Rouen et l'Office anti-stupéfiants (OFAST). Le mode opératoire nouveau dans ce port est basé sur l'échange d'un conteneur au « marquage identique à un conteneur déjà référencé dans la cargaison d'un navire à décharger » pour faire échapper au contrôle des scanners le conteneur contenant la drogue et le faire sortir de l'emprise portuaire.

## Évocations artistiques
Le port du Havre a fait l'objet de nombreuses interprétations picturales. Ainsi le peintre Eugène Boudin (1824-1898), natif de la région, en fit le thème de plusieurs tableaux (Port du Havre, ciel bleu en 1852, Bassin de la Barre en 1887). Claude Monet en fit de même, avec son port du Havre de 1874. Son célèbre tableau Impression, soleil levant, qui donna son nom à l'impressionnisme, a pour décor l'avant-port du Havre. Camille Pissarro reprend le thème dans son Brise-lames Est et Fort de la Floride, Le Havre, après-midi, temps mouillé, datant de 1903, ainsi que Raoul Dufy (Fin de journée au Havre, 1901).
Dans son titre "Le Frunkp" en 2003, Michaël Youn rend par ailleurs hommage à la puissance du port du Havre, dans une chanson évoquant par ailleurs la culture de betterave, et le calvados pour les braves.

## Sécurité
À noter, pour des questions de sécurité : toute prise de vue, que ce soit en photo, film ou drone, est soumise à autorisation délivrée par le service sûreté du port .
La plupart des images diffusées du port du Havre ont été réalisées en faisant fi de cette interdiction.

#### Périodiques
- Armand Guiffart, Note sur les travaux de construction de l'écluse à sas de la Floride* au port du Havre (terrassements et maçonneries), dans Annales des ponts et chaussées. 1ère partie. Mémoires et documents relatifs à l'art des constructions et au service de l'ingénieur, septembre-octobre 1908, p. 38-123 (lire en ligne) et planches 20 à 23 (voir) (* actuelle écluse Quinette de Rochemont).
- Natalie Castetz, « Au Havre, Port 2000 bouleverse l'estuaire », Libération, 12 juin 2006.
- Aude Sérès, « Le port du Havre revient dans la course », Le Figaro, 30 mars 2006.

#### Ouvrages
- André Corvisier, Histoire du Havre, Toulouse, Privat, 1983
- Pierre Dardel (préf. Michel de Boüard), Commerce, industrie et navigation à Rouen et au Havre au XVIIIe siècle : rivalité croissante entre ces deux ports. La conjoncture, Rouen, Société libre d'émulation de Seine-Maritime, 1966, 456 p. (OCLC 3245099).
- Didot F., Chapus E., Simonin L. et Girard B., Le Havre son histoire et son port, Les éditions du Bastion, 1990
- Édouard Delobette, Ces Messieurs du Havre. Négociants, commissionnaires et armateurs de 1680 à 1830, Université de Caen, 2005, 2548 p.. [lire en ligne]
- Armand Frémont, La mémoire d'un port : Le Havre, Paris, Arléa, 2009, 299 p. (ISBN 978-2-86959-848-5)
- Pierre Gras, Le temps des ports. Déclin et renaissance des villes portuaires (1940-2010), Paris, Tallandier, 2010, 298 p. (ISBN 978-2-84734-675-6)
- Pierre Jouve, Le Havre : ville port, Isthme éditions, 2005 (ISBN 978-2-912688-67-5)
- Philippe Manneville, Les Havrais et la mer, 2004
- Bruno Marnot, Les grands ports de commerce français et la mondialisation au XIXe siècle (1815-1914), PUPS, 2011, 478 p.  (ISBN 978-2-84050-780-2)
- Éric Saunier, Le Havre, port négrier :de la défense de l’esclavage à l’oubli, Cahiers des Anneaux de la Mémoire, Les Anneaux de la Mémoire, 2007. [lire en ligne].
- Claire Étienne-Steiner et Frédéric Saunier (préf. Bernard Gauthiez), Le Havre : Un port, des villes neuves, Centre des monuments nationaux, coll. « Cahiers du patrimoine », 2005, 365 p. (ISBN 978-2-85822-810-2)
- Laurent Toutain, Le port du Havre, Nabu Press, 2010 (ISBN 978-1-144-15058-5)
- Jacques Dubois, Patrick Bertrand, Les hommes qui ont inventé Le havre Une ville et un port (1517-1939), Rouen, éditions des Falaises, 2017, 160 p. (ISBN 978-2-84811-330-2)Prix Guérout 2017 de l'Académie des sciences, belles-lettres et arts de Rouen.
- Béatrice Merdrignac, Les hommes du port, tome 1 les métiers de mer, éditions du Havre de Grâce, 2016
- Serge Aubourg, Patrick Bertrand, Paul Scherrer, Le Havre, un port, cinq siècles d'évolution, éditions l’Écho des vagues, décembre 2017,  (ISBN 978-2-918616-33-7)